# Migros

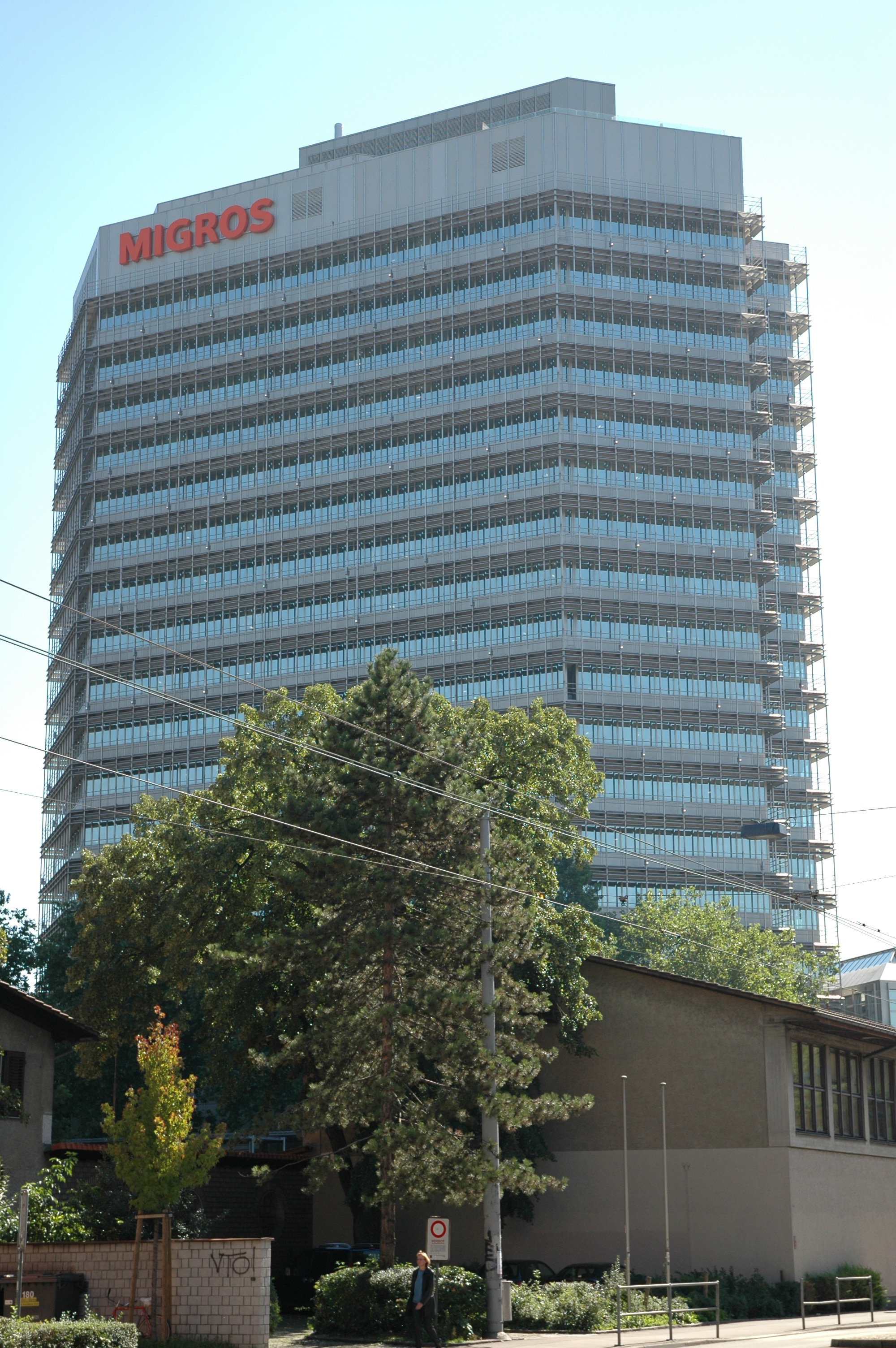
Migros-Hochhaus am Zürcher Limmatplatz

Die Migros [ˈmiɡro], gegründet 1925, gehört zu den grössten Detailhandelsunternehmen der Schweiz. Sie ist als Verbund von Genossenschaften mit rund 2,3 Millionen Genossenschaftern organisiert. Den Kern bilden zehn regionale Genossenschaften, die zusammen den 1941 gegründeten Migros-Genossenschafts-Bund (MGB) bilden. Dem MGB wiederum sind zahlreiche Tochtergesellschaften und Beteiligungen untergeordnet. Dazu gehören unter anderem der Detailhändler Denner, zahlreiche Produktionsbetriebe, der Onlinehändler Digitec Galaxus, die Migros Bank, der Medienanbieter Ex Libris sowie Medbase.
Mit den Migros-Supermärkten ist sie in allen Kantonen der Schweiz, in Liechtenstein sowie in den benachbarten französischen Départements Ain und Haute-Savoie vertreten. Lange Zeit war der MGB Marktführer, bis er 2011 beim Gesamtumsatz durch die Coop-Gruppe überholt wurde. Im Juni 2022 war der Migros-Genossenschafts-Bund in der Liste der grössten Unternehmen in der Schweiz auf dem 11. Rang vertreten.

## Name
Die Migros wurde 1925 von Gottlieb Duttweiler in Zürich gegründet und am 15. August 1925 als Aktiengesellschaft ins zürcherische Handelsregister eingetragen. Wie dieser Name zustande kam, kann allerdings nicht mehr genau ermittelt werden, da selbst Gottlieb Duttweiler – der immer in Anspruch nahm, ihn selber erfunden zu haben – verschiedene Versionen erklärt hat. So beispielsweise, dass der Name für die ursprüngliche Positionierung des Unternehmens steht, das heisst preislich in der Mitte zwischen en-gros (Grosshandel) und en-détail (Detailhandel) liegt, also «mi-gros» («Mittelhandel»), und somit darauf anspielt, dass die Preise beinahe wie bei Engros-Produkten seien. Die Erklärung, dass sich der Name aus dem Französischen «demi» und «en gros» zusammensetzt, ist daher auch möglich. Beide Varianten haben einen ähnlichen Hintergrund. Der Name ist in allen vier Landessprachen verständlich und aussprechbar.

## Logos
Das heutige Logo zeigt den Namen Migros in Versalschrift und in dunkeloranger Farbe. Aus diesem Grund wird die Unternehmensgruppe häufig als «oranger Riese» bezeichnet. Der verwendete Farbton ist Pantone 021, was der Webfarbe fe5000 entspricht. Das Logo wurde im Jahr 2004 minimal überarbeitet.
Das erste Logo zeigte eine stilisierte Brücke, da sich die Migros als Bindeglied zwischen Konsumenten und Produzenten verstand. Die Brücke war auch Namensgeber des ersten, 1942 lancierten Kundenmagazins, Wir Brückenbauer. Seit 2004 heisst die Zeitschrift Migros-Magazin.
Oft wird die Darstellung auf ein grosses «M» reduziert. Erst 1968 liess die Migros ihr M-Logo beim Eidgenössischen Institut für Geistiges Eigentum als Wort-Bild-Marke eintragen, und zwar in Schwarz, damit es in allen Farben verwendbar war – es konnte rot, grün oder schwarz sein. Im selben Jahr erliess die Geschäftsführung verbindliche Vorgaben für die einheitliche Beschriftung und Bemalung sämtlicher Fahrzeuge der Genossenschaften und Produktionsbetriebe. Mehrere Jahrzehnte lang wurden das Brückensymbol und das M parallel verwendet.

## Unternehmen
Der Migros-Genossenschafts-Bund ist ein Konglomerat verschiedener Genossenschaften, Aktiengesellschaften und Stiftungen, das sich zusammenfassend als die «Migros-Gemeinschaft» bezeichnet. Der MGB ist rechtlich eine Genossenschaft, die sich gemäss Artikel 921–925 des schweizerischen Obligationenrechts als Genossenschaftsverband qualifiziert.

### Genossenschaften

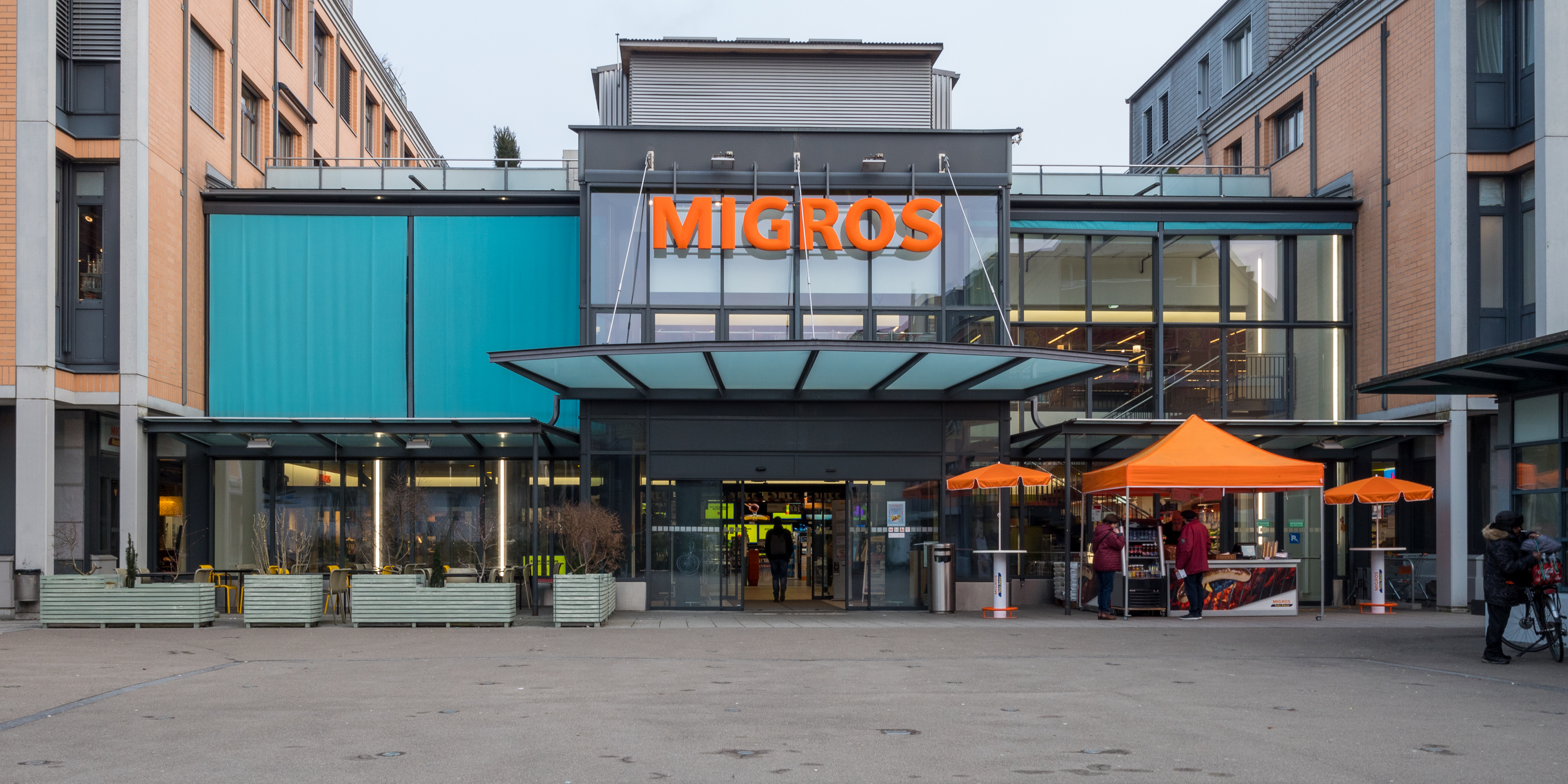
Migros-Markt im Zentrum von Weinfelden, Kt. Thurgau

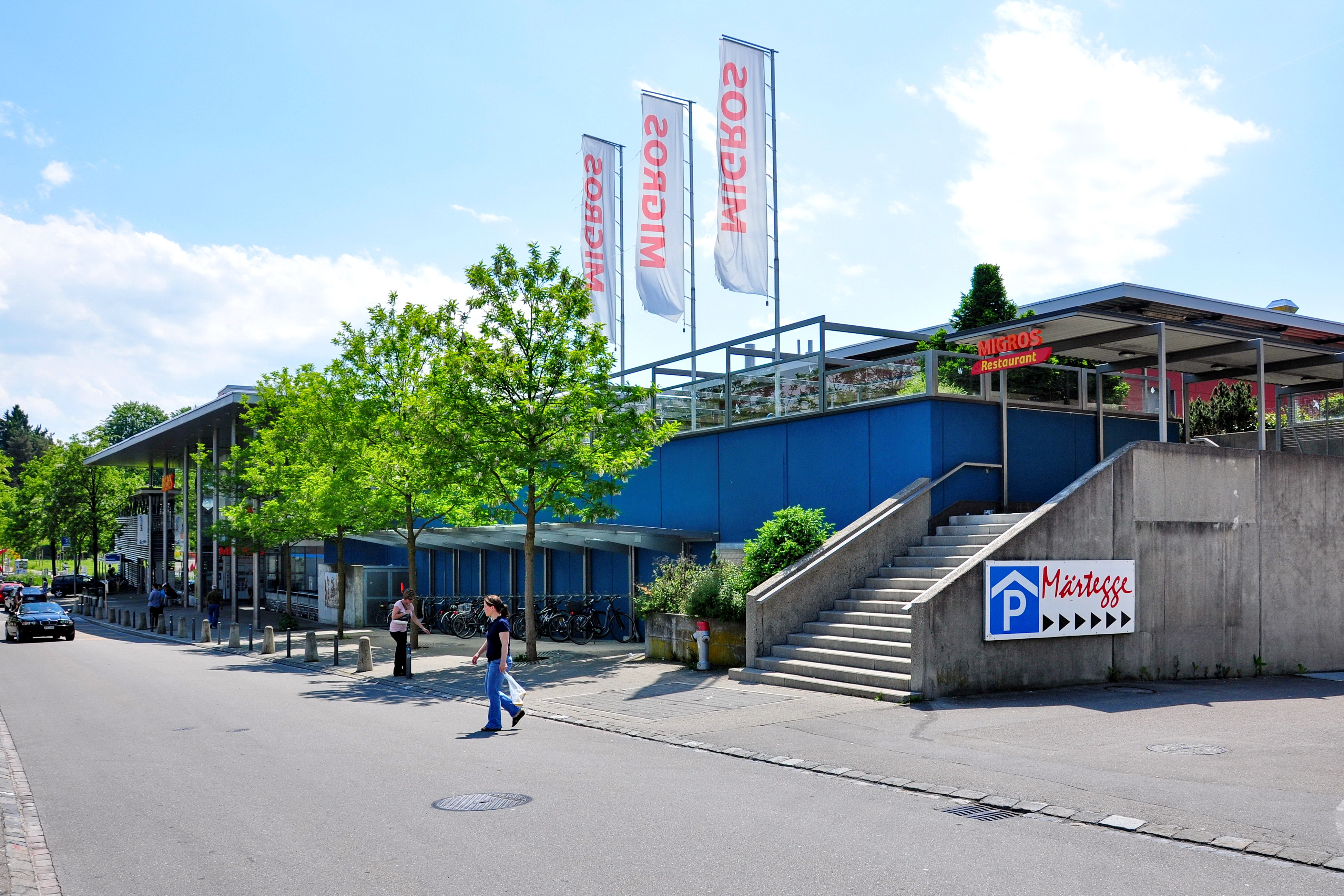
Filiale der Migros Ostschweiz in Rüti ZH

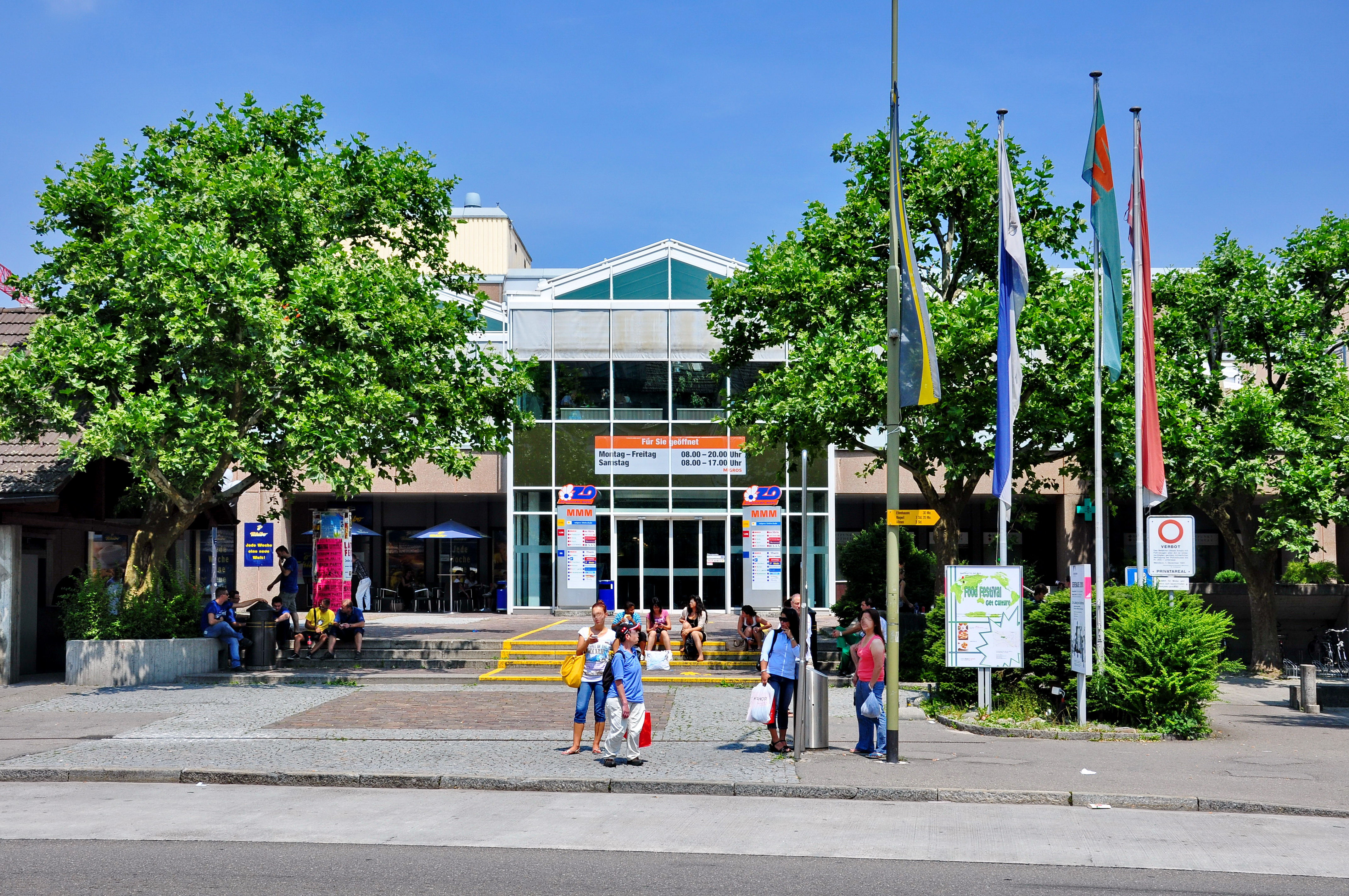
Migros-Einkaufszentrum in Ober-Wetzikon

Den Kern der Migros bilden die regionalen Genossenschaften. Seit 1998 existieren zehn Genossenschaften (jeweils mit Hauptsitz und Anteil am Genossenschaftskapital des MGB):
- Genossenschaft Migros Zürich mit Sitz in Zürich, 32,3 %
- Genossenschaft Migros Aare mit Sitz in Moosseedorf, 19,8 %
- Genossenschaft Migros Ostschweiz mit Sitz in Gossau SG, 11,4 %
- Genossenschaft Migros Basel mit Sitz in Basel, 10,0 %
- Société coopérative Migros Genève mit Sitz in Carouge, 7,2 %
- Société coopérative Migros Vaud mit Sitz in Ecublens VD, 4,8 %
- Genossenschaft Migros Luzern mit Sitz in Dierikon, 4,6 %
- Société coopérative Migros Neuchâtel-Fribourg mit Sitz in Marin-Epagnier, 4,4 %
- Cooperativa Migros Ticino mit Sitz in Sant’Antonino, 3,8 %
- Genossenschaft Migros Wallis mit Sitz in Martigny, 1,7 %

Die traditionell grösste (nach Anzahl Genossenschafter und Umsatz) der ehemals 13 Genossenschaften war Zürich. In mehreren Fusionen wurde zwischen 1967 und 1998 die Anzahl Genossenschaften auf die heutigen zehn reduziert, dabei entstanden die beiden grossen Genossenschaften Migros Aare und Migros Ostschweiz. Fünf Genossenschaften in ihrer alten Form sind dadurch verschwunden:
- Genossenschaft Migros Aargau/Solothurn, Suhr – Teil von Migros Aare (1998)
- Genossenschaft Migros Bern, Moosseedorf – neu Migros Aare (1998)
- Genossenschaft Migros Glarus, Glarus – Teil von Migros Zürich (1967)
- Genossenschaft Migros Winterthur/Schaffhausen, Winterthur – Teil von Migros Ostschweiz (1998)
- Genossenschaft Migros St. Gallen, Gossau SG – neu Migros Ostschweiz (1998)

Erstmals seit Jahren hatten im Jahr 2024 die neu eintretenden Genossenschafter die Austritte nicht ausgleichen können. Bis auf eine einzige Stagnation im Jahr 1996 (minus 0,02 Prozent) war die Anzahl Genossenschafter seit der Gründung des Genossenschaftsbundes 1941 stets angestiegen. Von 2004 bis 2024  waren laut NZZ im Schnitt jährlich 19'000 neue Mitglieder hinzugekommen.

### Organisation
Der Migros-Genossenschafts-Bund wurde 1941 von den regionalen Genossenschaften als Tochterunternehmen gegründet. Die heutigen zehn Genossenschaften sind alleinige Eigentümer des MGB, dessen Anteilscheine sie besitzen. Die Genossenschaften sind autonom, erstellen eigenständige Jahresabschlüsse und besitzen uneingeschränkte Flächen- und Personalhoheit im Kerngeschäft, dem Detailhandel unter dem Namen Migros.
Die regionalen Genossenschaften sind im Eigentum der im Tätigkeitsgebiet wohnhaften Mitglieder. Da jede natürliche Person respektive jeder Haushalt Genossenschafter und damit formal Miteigentümer einer Migros-Genossenschaft werden kann, ist das Unternehmen in der Bevölkerung breit abgestützt.

### Delegiertenversammlung
Die Delegiertenversammlung (DV) des MGB als oberstes Organ bildet das «Parlament» der Migros. Hundert Delegierte werden von den zehn regionalen Genossenschaften gewählt, wobei jeder Genossenschaft mindestens fünf Sitze zustehen. Die Verteilung erfolgt nach Massgabe der Mitgliederzahlen der letzten zwei Kalenderjahre vor den Wahlen, wobei die Migros Aare mit siebzehn Delegierten derzeit am stärksten vertreten ist. Zusätzlich ernennt jede Genossenschaft für jede DV, welche in der Regel zwei Mal jährlich stattfinden, eine Ad-hoc-Vertretung aus ihrer Verwaltung. Schliesslich wird das Gremium durch eine Präsidentin vervollständigt, welche die DV leitet.
Die 111-köpfige DV entscheidet unter anderem über die grundsätzliche Festlegung und Änderung der Geschäftspolitik sowie über Statutenänderungen. Sie befindet über den Jahresbericht der Verwaltung, die Jahresrechnung, die Verwendung des Bilanzgewinns des MGB und die Entlastung von Verwaltung und Generaldirektion. Die DV ist auch für die Wahl und Abberufung der Mitglieder der Verwaltung und ihres Präsidenten sowie der Revisionsstelle zuständig. Sie bestätigt den Präsidenten der Generaldirektion in seiner Eigenschaft als Mitglied der Verwaltung. Die Aufgaben und Kompetenzen der DV sind in den Statuten beschrieben.
An der DV vom 15. Juni 2024 wurde Edith Spillmann zur Präsidentin der DV für die vom 1. Juli 2024 bis am 30. Juni 2026 dauernde Amtsperiode gewählt. Ihre Vorgängerin, Marianne Meyer, wurde in ihrem Amt nicht bestätigt. Neben der bisherigen Präsidentin nahmen drei weitere Kandidierende teil.

### Verwaltung
Die Verwaltung legt die Ziele des Gesamtkonzerns fest, wählt die Generaldirektion, welche die operative Geschäftsleitung verkörpert, und ist oberste Bewilligungsinstanz bezüglich der Organisation des MGB.
Die 13-köpfige Verwaltung besteht aus internen Mitgliedern, die innerhalb der Migros-Gemeinschaft angestellt sind und fünf externen Mitgliedern. Die Mitglieder werden in der Regel von der bestehenden Verwaltung zur Wahl vorgeschlagen; die Delegierten haben aber zumindest formal das Recht, selbst Kandidaten vorzuschlagen. Von der Delegiertenversammlung wird dann die Verwaltung auf eine grundsätzlich fixe Amtszeit von zwei Jahren gewählt. Die maximale Amtsdauer wurde auf vier Amtsperioden festgelegt.
Die höchste Stelle ist der Präsident der Verwaltung, festen Einsitz in der Verwaltung haben zudem je ein Vertreter von fünf der insgesamt zehn regionalen Genossenschaften; in der Regel übernimmt der Geschäftsleiter der jeweiligen Genossenschaft diesen Sitz, der formal allerdings auch einem Mitglied der Verwaltung oder des Genossenschaftsrat offensteht. Zwei Mitglieder werden als Mitarbeitervertreter gewählt, wovon einer beim MGB angestellt sein muss.
Die aktuelle Verwaltung umfasst 13 Personen und wurde für die vom 1. Juli 2024 bis am 30. Juni 2026 dauernde Amtsperiode gewählt. An der Delegiertenversammlung vom 23. März 2019 wurde die Ersatzwahl für den früher zurückgetretenen Andrea Broggini vorgenommen und Ursula Nold als erste Frau als Präsidentin gewählt. Zu den ehemaligen externen Mitgliedern in der Verwaltung gehören u. a. Jean-René Germanier, Marianne Janik und Hans A. Wüthrich
Per 1. Juli 2024 wurde die Verwaltung von 23 auf 13 Sitze reduziert.
| Name                    | Position und Funktion                                                                           | seit               |
| ----------------------- | ----------------------------------------------------------------------------------------------- | ------------------ |
| Ursula Nold             | Präsidentin der Verwaltung                                                                      | Juli 2019          |
| Anton Chatelan          | Vizepräsident der Verwaltung, Vorsitzender der Geschäftsleitung der Genossenschaft Migros Waadt | Dezember 2021/2019 |
| Christoph Tonini        | Vizepräsident der Verwaltung, externes Mitglied                                                 | Juli 2020          |
| Martin Künzi            | externes Mitglied                                                                               | Juli 2020          |
| Cédric Moret            | externes Mitglied                                                                               | Juli 2024          |
| Cornelia Ritz Bossicard | externes Mitglied                                                                               | Juli 2020          |
| Hubert Weber            | externes Mitglied                                                                               | Juli 2020          |
| Jean-Marc Bovay         | Vorsitzender der Geschäftsleitung der Genossenschaft Migros Neuenburg-Freiburg                  | August 2017        |
| Grégory Décaillet       | Genossenschaft Migros Genf                                                                      | Januar 2024        |
| Patrik Pörtig           | Geschäftsführer der Genossenschaft Migros Zürich                                                | Juli 2024          |
| Anita Weckherlin        | Vorsitzende der Geschäftsleitung der Genossenschaft Migros Basel                                | Januar 2022        |
| Anne-France Bonny       | Mitarbeitendenvertreterin Landeskommission, Marketing-Verantwortliche Migros Waadt              | Juli 2024          |
| Colin Frei              | Mitarbeitendenvertreter MGB, System Architect Customer & Product MGB                            | Juni 2023          |

#### Bisherige Präsidenten der Verwaltung
- Gottlieb Duttweiler (1941–1957)
- Hans Munz (1957–1959)
- Charles Henri Hochstrasser (1959–1973)
- Alfred Gehrig (1973–1984)
- Pierre Arnold (1984–1991)
- Jules Kyburz (1992–2000)
- Claude Hauser (2000–2012)
- Andrea Broggini (2012–2019)
- Ursula Nold (seit 2019)

Quelle: Archiv für Agrargeschichte

### Generaldirektion
Die Generaldirektion bildet die operative Geschäftsleitung des MGB. Sie ist die oberste Leitungsstufe sämtlicher Tochterunternehmen der Migros und der direkt untergeordneten Stiftungen, allerdings nicht der zehn Genossenschaften, die autonome Geschäftsleitungsstrukturen auf der Genossenschaftsebene besitzen. In diese kann die Generaldirektion nur indirekt Einfluss nehmen, als reine Koordinationsstelle zwischen den Genossenschaften, die Entscheidungen im Konsens treffen müssen.
Die höchste Position in der Direktion wird als «Präsident der Generaldirektion» bezeichnet. Der GD-Präsident wird vom Verwaltungsrat ernannt und muss von der Delegiertenversammlung als Mitglied des Verwaltungsrats bestätigt werden.
Die übrigen sechs Mitglieder der Generaldirektion werden formal auch vom Verwaltungsrat eingesetzt, allerdings lässt dieser in der Regel dem Generaldirektor freie Hand bei der Neubesetzung von Vakanzen und bestätigt bestehende Mitglieder faktisch nur mit dessen Zustimmung. Die Mitglieder der Generaldirektion werden als Leiter eines Departements eingestellt. Letztere bilden dabei Funktionseinheiten des Gesamtkonzerns, welche die Genossenschaften intern als Dienstleister (Marketing, Zulieferer) unterstützen.
Die Generaldirektion des MGB setzt sich zurzeit wie folgt zusammen:
Die sechs Departementsleiter bekleiden zudem in der Regel die Funktion des Verwaltungsratspräsidenten der ihnen direkt unterstellten Aktiengesellschaften des MGB.
Das ab dem Jahr 2019 von Matthias Wunderlin geleitete Departement Marketing wurde per Januar 2024 aus dem MGB ausgegliedert und in die Migros Supermarkt AG überführt. Dabei übernahm Wunderlin, als Nachfolger von Armando Santacesaria, die Leitung des Departement Migros Industrie. Als Wunderlins Nachfolger wiederum wurde per 1. November 2024 Thomas Eisele als Chief Transformation Officer in die Generaldirektion aufgenommen. Andrea Krapf wird voraussichtlich 2025 die neu entstehende Direktion Gesellschaftliches Engagement übernehmen und damit aus der Generaldirektion zurückzutreten. Die Leitung des Departements HRM übernimmt ab 1. November 2025 Valérie Schelker.

#### Bisherige Präsidenten der Generaldirektion
- Gottlieb Duttweiler (Geschäftsleiter der Migros AG 1925–1941, Präsident der geschäftsführenden Verwaltung des MGB 1941–1957, Präsident der geschäftsführenden Verwaltungsdelegation 1957–1962)
- Rudolf Suter (1962–1976)
- Pierre Arnold (1976–1984)
- Jules Kyburz (1984–1991)
- Eugen Hunziker (1991–1997)
- Peter Everts (1997–2001)
- Anton Scherrer (Präsident der geschäftsführenden Verwaltungsdelegation 2001–2002, Präsident der Generaldirektion 2002–2005)
- Herbert Bolliger (2005–2017)
- Fabrice Zumbrunnen (2018–2023)
- Mario Irminger (seit 2023)

Quelle: Archiv für Agrargeschichte

#### Wirtschaftspolitik
Die Migros unterhält eine eigene Direktion Wirtschaftspolitik die für Lobbying und Public Affairs zuständig ist, zu welcher nebst der Wirtschaftspolitik auch der Kundendienst M-Infoline gehört. Sie ist dem Präsidenten der Generaldirektion unterstellt. Leiter der Direktion Wirtschaftspolitik war von 1977 bis 1991 Walter Biel, von 1992 bis 1998 Monika Weber, von 2003 bis 2018 Martin Schläpfer, danach folgte Markus Neukom. Per 1. Oktober 2024 wurden die Direktionen Wirtschaftspolitik und Nachhaltigkeit Migros-Gruppe zusammengeführt, Leiter der Direktion wurde Christopher Rohrer.
In der Eidgenössischen Kommission für Konsumentenfragen (EKK) und in der Eidgenössischen Kommission für Ernährung (EEK) wird die Migros durch Gabi Buchwalder vertreten. Migros ist Gründungsmitglied der Interessengemeinschaft Detailhandel Schweiz (IG DHS) und der Interessengemeinschaft Agrarstandort Schweiz (IGAS). Die IG DHS wurde im Jahr 2006 zusammen mit fünf weiteren Schweizer Unternehmen (Charles Vögele, Coop, Denner, Manor und Valora) gegründet. Migros bekämpfte u. a. die Fair-Food-Initiative. Der Migros-Genossenschafts-Bund ist Mitglied bei der Branchenorganisation der Schweizer Fleischwirtschaft Proviande und der IG Bio, welche z. B. die Pestizid- und Trinkwasser-Initiative ablehnte. Des Weiteren setzte sich die Migros für den Ausbau der Autobahnen ein, worüber es am 24. November 2024 eine eidgenössische Volksabstimmung gab.

### Gleichberechtigung bei der Migros

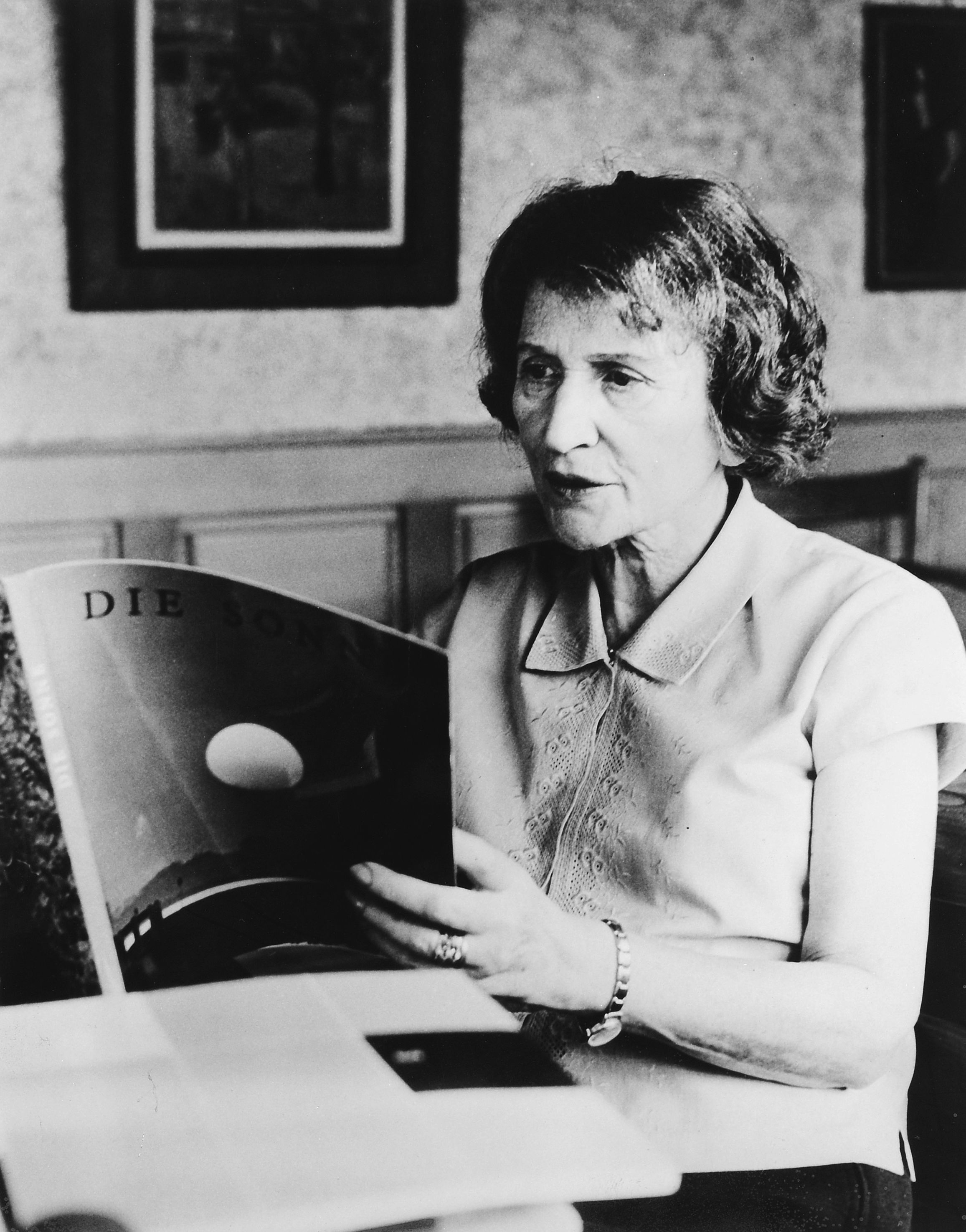
Elsa Gasser

In leitenden Positionen und wichtigen Unternehmensentscheidungen waren Frauen schon früh involviert, beispielsweise die Ökonomin Elsa Gasser. Sie war seit der Gründung enge Beraterin Duttweilers und später als Managerin beim MGB aktiv. Zu den grösstenteils von ihr beeinflussten Entscheidungen gehörten die Einführung der Selbstbedienungsläden, die Ausweitung des Sortiments auf Haushalts- und Gebrauchsartikel, der Kauf von Ex Libris und die Aufnahme von Schallplatten ins Ex-Libris-Sortiment.
Im Jahr 2020 waren 59 Prozent der Angestellten Frauen, im Kader waren es aber nur 30 Prozent. Eine Vielzahl der beschäftigten Frauen arbeitet in Positionen mit wenig Führungsverantwortung. Gisèle Girgis war von 1998 bis 2012 die erste Frau in der MGB-Generaldirektion. Eine Präsidentin gab es erst 2019 mit der Wahl von Ursula Nold. Zurzeit (Stand: Juli 2024) sind Andrea Krapf und Isabelle Zimmermann die einzigen Frauen in der sechsköpfigen Generaldirektion des MGB. In der Verwaltung sind vier von 13 Mitgliedern weiblich, womit der Frauenanteil in diesem Gremium rund 31 Prozent beträgt.
Viele Frauen sind auf Teilzeitarbeit angewiesen, um ihren Beruf mit der Kindererziehung vereinbaren zu können. Gerade hier sind die bezahlten Löhne relativ niedrig und es ist schwer möglich, aus einer Teilzeitposition in das Kader aufzusteigen. Migros setzt sich dafür ein, die Vereinbarkeit von Familie und Beruf für Frauen zu verbessern. So gewährt sie 18 Wochen Mutterschaftsurlaub bei vollem Lohn, was die gesetzlichen Vorschriften übersteigt. Die Migros gewährt auch Betreuungsurlaub bei Krankheit von Kindern oder Angehörigen. Es werden zudem Familienzulagen gezahlt und Krippenplätze organisiert. Seit 1957 betreibt der MGB eine Frauenorganisation, die zu Gründungszeiten «Schweizerischer Bund der Migros-Genossenschafterinnen» hiess. Damaliges Ziel war es, für die Belange der Familie einzutreten. Heute nennt sie sich «forum Elle» und zählt fast 10'000 Mitglieder in allen Kantonen. Sie ist auch offen für Genossenschafterinnen und Kundinnen der Migros.

## Geschichte

### Gründung als Migros AG

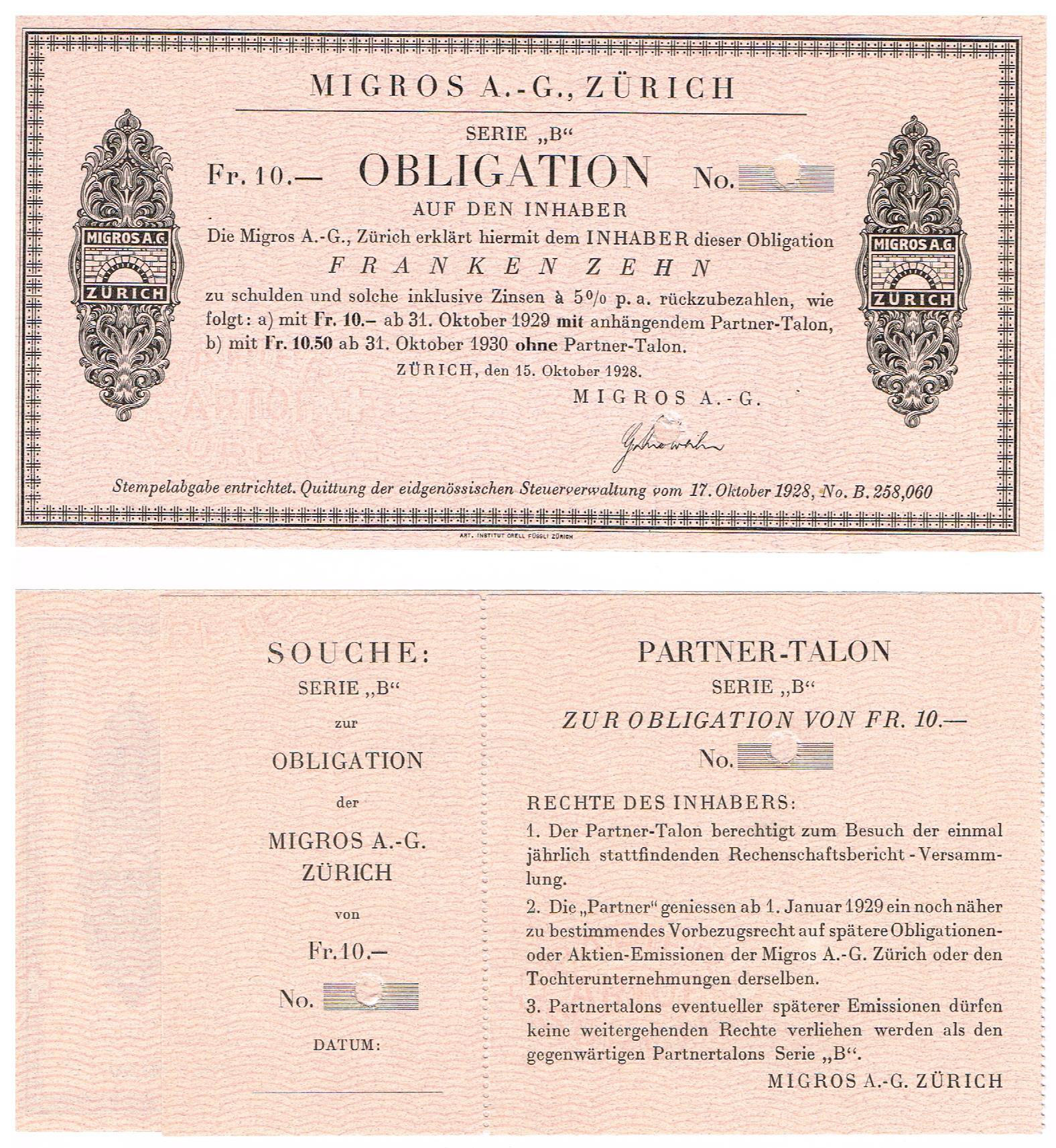
Obligation über 10 Franken der Migros AG vom 15. Oktober 1928 mit zugehörigem Partner-Talon

Gottlieb Duttweiler, durch die Konjunktur des Ersten Weltkriegs zu Vermögen gekommen, verlor dieses in den Nachkriegsjahren wieder. Sein Versuch, mit seiner Ehefrau nach Brasilien auszuwandern, scheiterte ebenfalls. Zurück in der Schweiz baute Duttweiler – analog den Ideen Taylorismus und Fordismus – ein Detailshandelsgeschäft auf, das nach heutigen Massstäben als Discounter zu betrachten ist: Effizienz durch Menge, viel Umsatz, wenig Gewinn. Um die Kosten tief zu halten, wurde der Verkauf ab umherfahrenden Lastwagen organisiert. Am 25. August 1925 fuhren die ersten fünf Ford T-Verkaufswagen der Migros in Zürich aus. Seit 1928 stellt die Migros auch Eigenprodukte her, das erste war ein Süssmost von der neu zugekauften «Alkoholfreie Weine AG».
Angestammte Lebensmittelhändler fühlten sich attackiert. So versuchten sie zusammen mit Parteien, Politikern und Gewerkschaften, die Migros zu ruinieren. Die Konsumenten jedoch erkannten den Wert der Migros und diese wurde immer erfolgreicher. Kurz darauf expandierte die Migros in anderen Kantonen und eröffnete – neben den Verkaufswagen – auch Läden.
In einigen Kantonen wurde die Migros daraufhin durch politische Beschlüsse für Jahre bzw. Jahrzehnte verboten. Ebenso war sie vom 1933 in Kraft getretenen Filialverbot betroffen. Das bremste jedoch den Erfolg der Migros nicht. 1935 gründete die Migros das Reisebüro Hotelplan und 1937 einen Giro-Dienst, bei dem selbständige Lebensmittelläden das Migros-Vertriebssystem übernahmen und Migros-Produkte zu günstigeren Konditionen beziehen konnten, aber in der Gestaltung des Sortiments und beim Einkauf frei blieben. 1936 gründete Gottlieb Duttweiler eine eigene politische Partei, den Landesring der Unabhängigen (LdU). Die Partei hatte den Übernamen Migros-Partei.

### Frühe Jahre des Migros-Genossenschafts-Bunds
Seiner sozialen Einstellung entsprechend, vermachten Gottlieb Duttweiler und seine Frau Adele 1941 die Migros ihrer Kundschaft, indem das Unternehmen zur Genossenschaft wurde. 1942 wurde die Migros-Zeitschrift Wir Brückenbauer lanciert; seit 2004 heisst die Zeitschrift Migros-Magazin. Dieses ist heute eine der auflagenstärksten Zeitschriften der Schweiz. Jedes Genossenschaftsmitglied – dessen Beitritt unentgeltlich ist – erhält das Blatt gratis. 1944 wurden die Migros-Klubschulen gegründet, mit dem Ziel, Weiterbildung für das Volk zu günstigen Konditionen zu ermöglichen. Heute sind die Klubschulen eine der erfolgreichsten Institutionen in der Erwachsenenbildung; es werden rund 300 verschiedene Kurse angeboten, die von mehr als 180.000 Personen besucht werden.
1948 lancierte die Migros in einem Pionierakt Selbstbedienungsläden nach der Idee von Elsa Gasser, einer polnischen Emigrantin, die Duttweiler als promovierte Nationalökonomin beriet. Anfangs der 1950er-Jahre führte die Migros eigene Restaurants ein, bot auch Non-Food-Artikel an und übernahm die Buchhandlung Ex Libris. 1952 initiierte Gottlieb Duttweiler den Bau des Frachtschiffs Adele und ihres Schwesterschiffs Amelia. Gründer und Präsident der Reederei Zürich AG war Duttweiler; die Reederei war bis zu ihrer Auflösung im Jahr 2000 im Besitz des Migros-Genossenschafts-Bundes. Seit 1954 hat Migros eine eigene Tankstellenkette, Migrol genannt. Diese bot Benzin günstiger an als die Konkurrenz. 1957 wurde das Migros-Kulturprozent ins Leben gerufen; seit damals investiert die Migros 1 Prozent des Umsatzes in Kultur und Weiterbildung. 1957 stieg die Migros mit der Migros Bank in das Bankwesen ein. 1958 wurde der Migros-Genossenschafts-Bund Mitglied der Schweizerischen Käseunion (SKU). Das später selbständig gewordene Tochterunternehmen Migros Türk wurde 1954 gegründet. Ein Jahr später besass Migros eine eigene Versicherung, die Secura. Diese wurde 1999 an Generali verkauft, die sie per 2000 mit «Schweizer Union» und Fortuna zur «Generali Schweiz» fusionierte.
Die Migros Luzern führte am 4. April 1960 ohne Vorankündigung den ersten Selbstbedienungs-Verkaufswagen ein. Er verkehrte auf der Strecke Sursee–Triengen–Reiden–Hasle und fand bei der Kundschaft Gefallen. Da er auch eine markante Umsatzsteigerung ermöglichte, folgten die übrigen Genossenschaften rasch diesem Beispiel. 1962 überschritt der Umsatz der Migros erstmals die Milliardengrenze.

### Nach der Ära Duttweiler

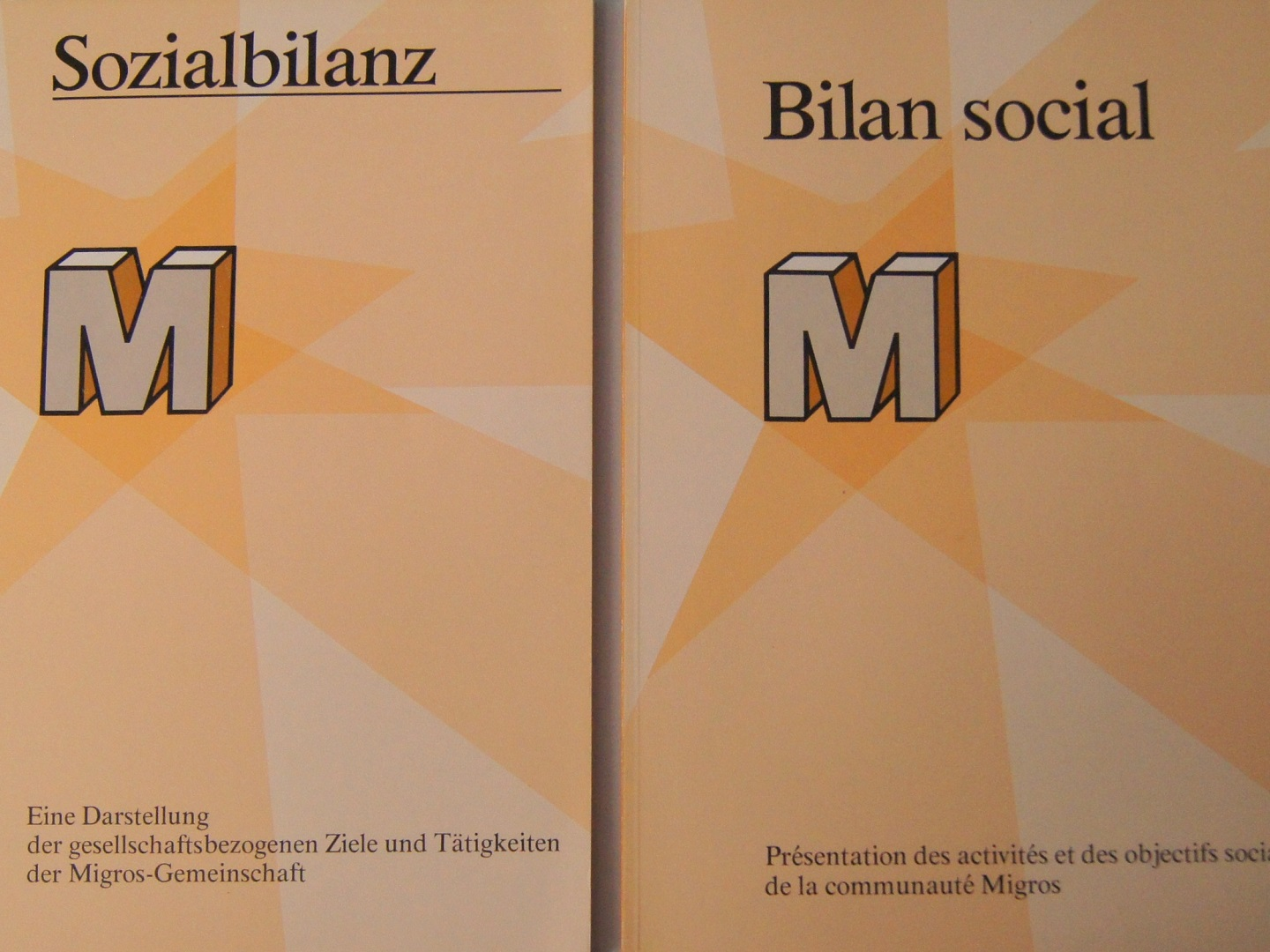
Sozialbilanz der Migros

1963 wurde das Gottlieb Duttweiler Institut gegründet, das noch heute eine innovative Denkfabrik ist. 1979 wurde der damalige Vizedirektor und Leiter des Instituts, Hans A. Pestalozzi, wegen radikaler Ideen vom damaligen Chef Pierre Arnold fristlos entlassen. 1980 erzwang Pestalozzi mit der Bewegung M-Frühling eine kurzzeitige Öffnung von Migros und freie Wahlen.
Ein wichtiger Punkt war die Einführung der Produktdeklaration und die Angabe des Haltbarkeitsdatums im Jahre 1967, das unter dem Begriff migros-data geschah. 1973/74 führte die Migros eine erste Umweltschutzlinie, das M-Sano-Programm, ein. Es wurden damals Kriterien unter dem Begriff der Integrierten Produktion festgelegt, die Produktion, Verarbeitung und Lagerung chemiearmer und umweltschonender machten. 1999/2000 wurde das Programm aufgegeben, da inzwischen ein grosser Teil der Agrarprodukte nach den Richtlinien von IP-Suisse hergestellt wurden und die Migros auch wieder begann, Biogemüse zu verkaufen. 1975 wurden das Glattzentrum und das Shoppyland Schönbühl eröffnet. 1978 veröffentlichte Migros als erstes Schweizer Unternehmen eine Sozialbilanz. 1985 wurden mit dem Umweltleitbild erstmals ökologische Faktoren ins Migrosleitbild einbezogen.
Am 2. September 1971 eröffnete das Balexert in Vernier, das zweite Migros-Einkaufszentrum der Schweiz. 1986 eröffnete Migros das erste Freizeit-Center, den Säntispark in Abtwil SG. 1987 führte Migros einen 16 Wochen langen Mutterschaftsurlaub ein. 1990 war die Migros bei der Gründung des Vereins PET-Recycling Schweiz beteiligt, um PET-Getränkeflaschen wiederzuverwerten; seit 2013 werden auch Plastikflaschen rezykliert.

### Expansion seit den 1990er-Jahren
1993 expandierte die Migros in das grenznahe Ausland nach Österreich und ging dazu eine Kooperation mit Konsum Österreich ein, welche zwei Jahre später wieder aufgelöst wurde (vgl. Genossenschaft Migros St. Gallen). Ebenfalls 1993 expandierte die Genossenschaft Migros Genf nach Frankreich und eröffnete ein Einkaufszentrum in Thoiry. Die erste Filiale in Deutschland wurde 1995 durch die Genossenschaft Migros Basel in Lörrach eröffnet. Auch 1995 wurde ein Beschaffungsbüro in Hongkong (China) und 2012 ein weiteres in Delhi (Indien) eröffnet.
1997 übernahm der MGB die Aktienmehrheit der Globus-Gruppe, bestehend aus der namengebenden Warenhauskette «Magazine zum Globus», der inzwischen aufgegebenen Warenhauskette «ABM Au Bon Marché», den «Herren Globus»-Bekleidungsgeschäften, den Interio-Einrichtungshäusern und den Office-World-Bürofachmärkten.
2002 hat Migros Scana Lebensmittel übernommen. 2006 beteiligte sich die Migros mit 30 Prozent an Cash + Carry Angehrn (CCA) und stockte die Beteiligung 2012 auf 80 Prozent auf. 2013 wurde die organisatorische Zusammenführung von Scana Lebensmittel und CCA zur Saviva AG vollzogen. CCA und Scana Lebensmittel bleiben operativ eigenständige Geschäftsbereiche und treten weiterhin unter ihren Marken am Markt auf. Die Mérat & Cie. AG wurde auch in die Dachmarke integriert. 2015 hat Saviva die Lüchinger-+-Schmid-Gruppe übernommen. Im September 2017 wurde der Verkauf von Cash + Carry Angehrn an Demaurex & Cie bekanntgegeben. 2021 wurde Saviva an die Heba Food Holding AG veräussert, zu denen auch die Traitafina AG gehört.
2006 übernahm die Migros den Onlinehändler LeShop.ch (seit November 2020 Migros Online).
Am 12. Januar 2007 gab der Migros-Genossenschafts-Bund die 70 Prozent-Übernahme des Denner-Aktienkapitals bekannt. Die Übernahme wurde am 4. September 2007 durch die Wettbewerbskommission unter diversen Auflagen genehmigt. Ende 2009 wurden die restlichen 30 Prozent übernommen.
Am 30. November 2007 wurden die letzten beiden Verkaufswagen ausser Dienst gestellt. Im selben Jahr führte Migros als erstes grösseres Schweizer Unternehmen einen Vaterschaftsurlaub von zwei Wochen ein. Im gleichen Jahr hat die Genossenschaft Migros Aare das neue Nahversorgungskonzept VOI lanciert. 2009 lancierte die Migros mit Migrolino ein neues Convenience-Shopformat für Bahnhöfe und Tankstellen.
2012 eröffnete die Genossenschaft Migros Zürich zusammen mit dem deutschen Biosupermarkt Alnatura die erste Filiale Migros-Alnatura Schweiz.

### Entwicklungen seit 2014
Am 27. April 2014 gab die Migros bekannt, den Anteil von knapp 25 Prozent an Charles Vögele auf 19,7 Prozent zu reduzieren. Anfang 2016 besassen der Migros Genossenschafts-Bund und die Migros Pensionskasse zusammen noch einen Anteil von ca. 10 Prozent. Die Beteiligung an Charles Vögele soll die Migros am Ende einen Verlust von mehr als 20 Millionen Franken eingebracht haben.
2016 wurde die Migros in Bezug auf den Umsatz erstmals von der Coop-Gruppe überholt. Im Oktober 2017 hat die Migros angekündigt, die Office-World-Gruppe an die österreichische MTH Retail Group (MTH) zu verkaufen. Die Transaktion steht unter dem Vorbehalt der Genehmigung durch die österreichischen Wettbewerbsbehörden.
Im Juni 2018 kündigte der MGB an, am Hauptsitz in Zürich 290 Stellen abzubauen. Infolge kündigte die Migros Ostschweiz im Juni 2019 an, 90 Stellen zu streichen. Im Juli wurde bekannt, dass die Migros Zürich knapp 40 Stellen abbauen wird. Im September kündigte die Migros Aare an, innerhalb der nächsten 24 Monate rund 300 Stellen abzubauen.
Ende Juni 2019 teilte der MGB mit, dass mässig rentable Tochterunternehmen des Departements Handel zum Verkauf stehen, namentlich Globus, Interio, Depot und M-Way. Innerhalb weniger Monate waren die besagten Unternehmen verkauft. Am 16. März 2020 wurde bekannt, dass Sharoo vollständig von der AMAG-Gruppe übernommen wird. Migros war seit 2017 mit 19,9 Prozent an Sharoo beteiligt und vorher mit 59,1 Prozent.
Im Juli 2020 verkaufte die Migros mit dem Glattzentrum das umsatzstärkste Einkaufszentrum der Schweiz an den Versicherungskonzern Swiss Life. Sie werde weiterhin auf vier Etagen eine Verkaufsfläche im Glattzentrum betreiben und bleibe Hauptmieterin. 
Im Jahr 2021 stieg die Migros unter der Marke Migros-Versicherungen.ch und einer Vertriebspartnerschaft mit der Vaudoise wieder in das Versicherungsgeschäft ein.
2022 setzte die Migros-Gruppe erstmals mehr als 30 Milliarden Franken um.

### Gründung der Migros Supermarkt AG (MSM AG)
Bis Ende 2023 wurde für die Führung des Supermarktgeschäfts ein eigenständiges Unternehmen geschaffen, was auch mit einer Verkleinerung der MGB-Verwaltung einherging. Am 11. Mai 2023 hat sich die Verwaltung des MGB für die angestrebte Lösung ausgesprochen. Die Zustimmung der regionalen Migros-Genossenschaften wurde am 24. Mai 2023 bekanntgegeben. Zum CEO der neuen Migros Supermarkt AG (MSM AG) wurde Peter Diethelm gewählt, welcher bis Ende Juni 2023 als Geschäftsleiter der Migros Ostschweiz amtete. Der Geschäftsleiter der Migros Luzern, Guido Rast, wurde zum Verwaltungsrats-Präsidenten gewählt. Damit die MSM AG den Betrieb am 1. Januar 2024 aufnehmen konnte, brauchte es die Zustimmung der Delegiertenversammlung des MGB, welche am 11. November 2023 erneut darüber abstimmte, nachdem die benötigte Zweidrittelmehrheit bei der ausserordentlichen Delegiertenversammlung vom 9. September 2023 noch nicht erreicht wurde. Nach der erfolgten Zustimmung konnte die MSM AG definitiv gegründet werden. Die Organisation der Migros Supermarkt AG wird auf den 1. Juli 2024 umgesetzt. Dies geht mit einem Abbau von rund 150 Vollzeitstellen innerhalb der Migros Supermarkt AG einher. Dort arbeiten bis zum Stellenabbau noch rund 900 Mitarbeiter. Die Gekündigten werden per 17. Juni freigestellt. Mit der MSM AG will die Migros eine vermehrte Zentralisation erreichen, um dadurch wieder effizienter zu werden.

### Umbau seit 2024
Im Jahr 2023 realisierte die Migros den tiefsten Gewinn seit 40 Jahren. Ein Grund dafür sei die schwerfällige Struktur, schrieb die WOZ, darauf folgte der grösste Umbau in der Geschichte der Migros:

#### Veräusserungen
Am 2. Februar 2024 gab die Migros-Gruppe bekannt, Hotelplan, Mibelle, SportX und Melectronics verkaufen zu wollen. 1500 Stellen sollen abgebaut werden. Auch für die Fachmärkte Micasa und Do it + Garden standen später des Jahres zum Verkauf:
Melectronics
Im Juni 2024 wurde MediaMarktSaturn als Käufer von 20 Melectronics-Filialen bekannt gegeben. Die Übernahme werde per 1. November 2024 erfolgen. Die übrigen 17 Filialen wurden inzwischen geschlossen.
SportX und Bike World
Im Juli 2024 wurden 27 der 49 SportX-Filialen an Dosenbach-Ochsner verkauft. 12 der 14 Bike World Filialen wurden vom Schweizer Fahrradhersteller Thömus übernommen.
Mibelle
Im Dezember 2024 teilte die Migros-Gruppe mit, dass L'Oréal S.A. Gowoonsesang Cosmetics Co., Ltd., eine südkoreanische Tochterfirma der Mibelle Group übernimmt. Am 31. März 2025 kommunizierte die Migros über eine abgeschlossene Vereinbarung zum Verkauf der Mibelle Group an das spanische Unternehmen Persán.
Obi
Im Januar 2025 wurde zudem der Verkauf der zehn Obi-Baumärkte per 1. April an die Obi-Gruppe bekanntgeben, welche die Migros bisher als Franchisepartner Betrieb. Auch eine noch im Bau befindende Obi-Filiale der Migros (per 2. Mai 2025) sowie zwei grosse Do it + Garden-Filialen (per 1. Juli 2025) werden dabei von der Obi-Gruppe übernommen.
Hotelplan
Im Februar 2025 wurde bekannt, dass die DERTOUR Group die gesamte Hotelplan Group mit Ausnahme von Interhome übernimmt. Interhome wird von der Hometogo Group übernommen.
Do it + Garden
Des Weiteren konnte kein Käufer für Do it + Garden gefunden werden, die letzten Filialen wurden am 28. Juni 2025 geschlossen. Einzelne Standorte wurden u. a. von Bauhaus, Jumbo und Landi übernommen.
Micasa
Im Februar 2025 informierte der MGB, dass im Rahmen eines Management-Buy-outs 30 Micasa und Micasa home Filialen von Philipp Agustoni, dem heutigen CEO von Micasa, und Manuel Landolt, dem COO der Migros Fachmarkt AG übernommen werden. Die Geschäfte würden ab 1. September 2025 vollständig von der neu gegründeten Micasa AG übernommen.
Alnatura
Im Februar 2025 wurde zudem bekannt, dass die Migros Zürich den Franchise-Vertrag mit Alnatura zum Betrieb von Alnatura Bio-Supermärkten in der Schweiz nicht verlängern wird. Im Juli 2025 wurde bekannt, dass die 25 Alnatura Bio Super Märkte in der Schweiz Ende Jahr geschlossen werden, da kein neuer Franchisenehmer gefunden werden konnte.

#### Beschaffung und Logistik
Im Juni 2024 verkündete der MGB, dass Migros, Denner, Migrolino und Migros Online Teile ihrer Beschaffung zentralisieren, wozu die Direktion Gruppenbeschaffung aufgebaut wird, welche seit 1. September 2024 von Florian Decker geleitet wird. Dabei soll auch die Zusammenarbeit mit der internationalen Einkaufsgemeinschaft Everest Fresh gestärkt werden. Im Oktober 2024 gab der MGB bekannt, dass Logistik-Dienstleistungen der Migros Tessin schrittweise bis 2030 im Verteilzentrum der Migros Luzern in Dierikon zentralisiert werden. Am 8. April 2025 wurde bekannt, dass die vier Westschweizer Migros-Genossenschaften (Migros Genf, Migros Wallis, Migros Waadt und Migros Neuenburg-Freiburg) ihre Marketing-Aktivitäten bündeln und dazu per 1. Juli 2025 die Migros Marketing Romand AG mit Sitz in Ecublens gründen. Im Verwaltungsrat werden neben den Vertretenden der beteiligten Genossenschaften, auch die MSM AG und die Migros Logistique Romande AG (MLR SA) vertreten sein. Am 12. Mai 2025 wurde weiter bekannt, dass die Betriebszentralen der Westschweizer Genossenschaften ebenso zum 1. Juli 2025 in die MLR SA integriert werden, die bereits heute die gemeinsame Kühllogistik betreibt. Die Verteilzentren in Genf und Martigny sollen als dezentrale Hubs weiterbetrieben werden.

## Detailhandel
Das Supermarktgeschäft bildet das Kerngeschäft der Migros und wird durch die regionalen Genossenschaften als «Genossenschaftlicher Detailhandel» wahrgenommen. Nebst diesem Geschäftssegment, das 53,3 Prozent des Konzernumsatzes 2023 erzielte und die Migros zur Marktführerin im Schweizer Supermarktgeschäft macht, gehören auch verschiedene Fachmärkte und Gastronomiebetriebe.
Migros wirbt (Stand 2012) mit ihrer Eigenmarkenpolitik. Zwischen 75 und 77 Prozent des Umsatzes erzielt Migros nach eigener Darstellung mit Eigenmarken – wie viel davon von der M-Industrie hergestellt wird, gibt sie (Stand 2022) nicht bekannt. 2003 wurden erste Markenartikel ins Sortiment aufgenommen. Seither wurden immer mehr Eigenmarken ausgelistet. Im Juni 2024 wurde bekannt, dass die Strategie wieder vermehrt auf Eigenmarken gesetzt werde, deren Anteil derzeit bei gut 80 Prozent liege. Die Eigenmarken würden schrittweise bis 2030 von rund 150 auf etwa 100 reduziert und «Migros» als Dachmarke eingesetzt. Die Anzahl Eigenmarkenprodukte werde steigen.

### Migros und Alkohol
Migros rühmt sich damit, selbst weder alkoholhaltige Getränke noch Tabakwaren zu verkaufen. Hiermit soll dem von Duttweiler unter der Bezeichnung «Volksgesundheit» formulierten Prinzip nachgelebt werden, dass der Absatz von Genussmitteln nicht preislich gefördert werden soll. Das Verkaufsverbot von Alkohol ist in den Migros-Statuten verankert. 1948 fand eine erste Urabstimmung zum Verkauf von Wein statt. Eine Mehrheit stimmte dagegen. In den 1990er Jahren wurden die Statuten der Migros so angepasst, dass das Verbot nur eigentliche M-Filialen betrifft. Alle anderen Tochtergesellschaften (darunter auch Migros Online) dürfen alkoholhaltige Getränke und Tabakwaren verkaufen. Bis 2010 erhielt man beim Kauf von alkoholhaltigen Getränken beispielsweise in einer Migrolino-Tankstelle sogar Cumulus-Punkte. In den VOI-Filialen konnte man bis mindestens 2017 auch Cumulus-Punkte sammeln. Inzwischen wurden dort aber Migros-fremde Artikel vom Bonusprogramm ausgenommen. Alkoholhaltige Lebensmittel sind hingegen nicht betroffen und dürfen in jeder Migros-Filiale verkauft werden.
Im Jahr 2022 hielten sämtliche Migros-Genossenschaften eine Abstimmung ab, ob zukünftig in den Filialen alkoholhaltige Getränke verkauft werden sollen. Die Führung des Genossenschaftsbundes und die Delegierten der Genossenschaften hatten eine entsprechende Statutenänderung empfohlen. Die Mitglieder lehnten den Vorschlag, der zur Umsetzung eine Zweidrittelmehrheit gebraucht hätte, deutlich ab. Die Gegner hatten der Geschäftsleitung „Verrat am Erbe Gottlieb Duttweilers“ vorgeworfen. Der Nein-Anteil belief sich zwischen 55 Prozent (Tessin) und 80 Prozent (Zürich). Damit wird es in Migros-Filialen weiterhin keine alkoholhaltigen Getränke zu kaufen geben. Trotzdem betreibt die Mitico Ticino SA, eine Tochterfirma der Genossenschaft Migros Tessin, mit der Enoteca Vinarte eine Wein- und Spirituosenkette, die seit 2025 auch in der Deutschweit aktiv ist.

### Migros-Supermärkte

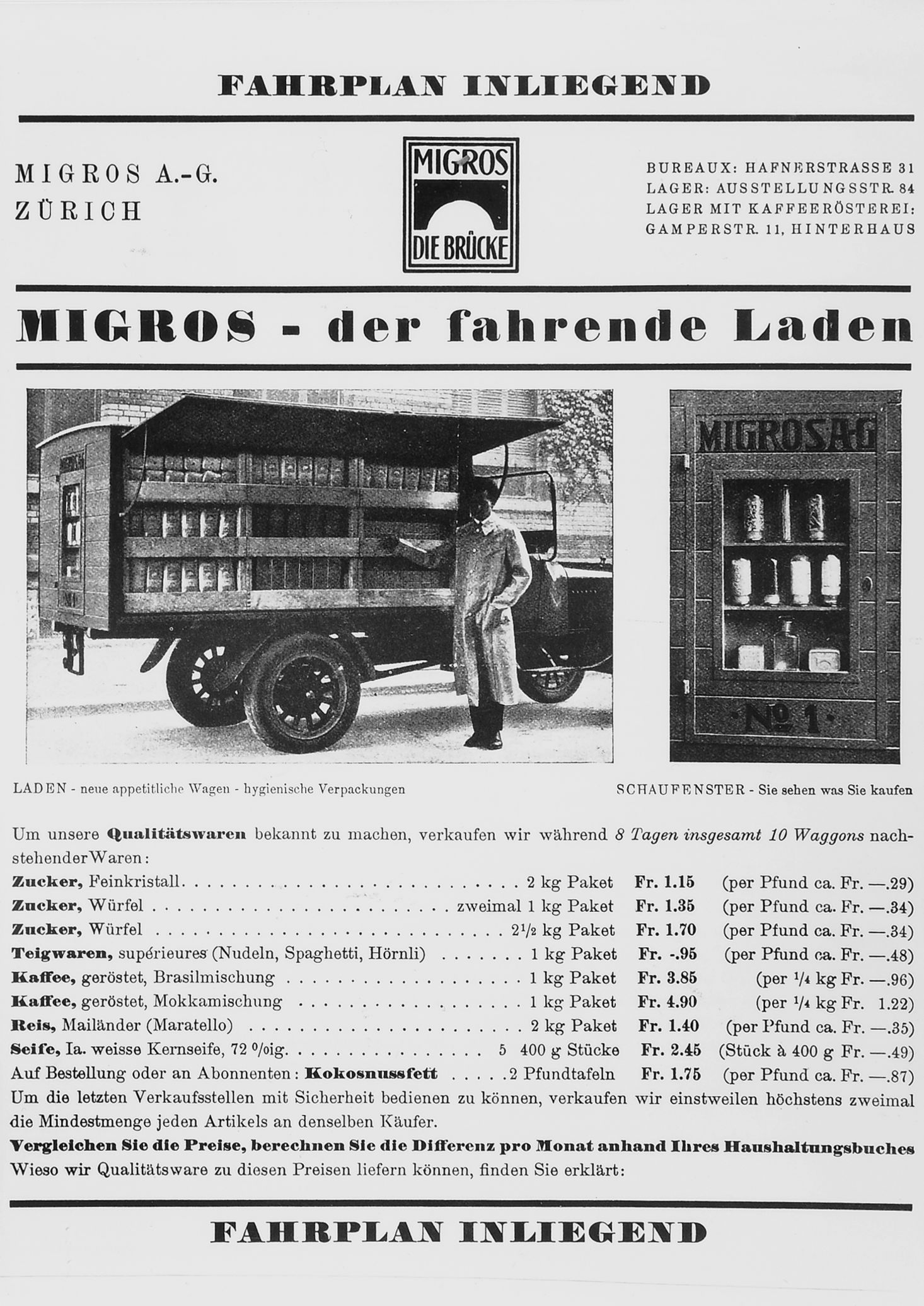
Erste Preisliste und ein Migros-Verkaufswagen 1925

Dem ersten Jahr, als Migros nur aus Verkaufswagen bestand, folgte 1926 der erste bediente Laden in Zürich. Letztere Vertriebsform wurde schliesslich durch die 1948 lancierten Selbstbedienungsläden vollständig verdrängt. In den 1960er-Jahren begann in der Schweiz der Bau von Einkaufszentren, an dem sich auch Migros aktiv beteiligte.
Als indirekte Folge davon entwickelte Migros ein einfaches Benennungssystem für die Filialen der Genossenschaften, welches die Grösse des Standorts und den Umfang des Sortiments andeutet. Eine M-Migros (durchschnittlich 810 m²) ist ein eher kleiner Lebensmittelladen, der als Nahversorger Waren des täglichen Bedarfs (Lebensmittel, Hygieneprodukte) führt; eine MM-Migros (durchschnittlich 2292 m²) hat eine grössere Auswahl an Lebensmitteln sowie ein breites Non-Food-Angebot und umfasst häufig auch eine Bäckerei, ein Restaurant, einen Take-Away oder einen Fachmarkt. Eine MMM-Migros (durchschnittlich 7720 m²) bietet praktisch die gesamte Produktepalette der Migros an; sie liegt meist in Einkaufszentren an guten Verkehrslagen.
Zur Steigerung der Standortattraktivität der «orangen» Filialen wurde an konzerneigenen Standorten (Liegenschaften, Einkaufszentren) früh mit der Vermietung von Verkaufsflächen an kleinere Einzelhandelsunternehmen mit stark komplementärem Sortiment an Genussmitteln – namentlich Tabakwaren und alkoholhaltige Getränke – begonnen. Früher bevorzugt an Pick Pay vermietet, wurden diese Standorte Anfang 2006 von Denner «geerbt» – seit 2007 ein Tochterunternehmen des MGB.
2015 hat die Migros in Zuzwil SG die erste Plusenergie-Filiale eröffnet.
1984 wurden die ersten Scannerkassen in Betrieb genommen. Seit dem 6. September 2011 wird schrittweise das Selbstbedienungskassen-System «Subito» eingeführt. Anfang 2018 waren 337 Filialen mit SB-Kassen ausgerüstet. Von den über 10’000 Kassen, die in Betrieb stehen, sind mittlerweile 2’200 Subito-Kassen. Ende 2018 waren 400 Filialen mit SB-Kassen ausgestattet und jeder dritte Kunde bezahlte dort mit Subito. Auf alle Filialen hochgerechnet nutzten rund 25 Prozent das Angebot. Ein Personalabbau wird durch die Einführung der SB-Kassen nicht angestrebt. Ende der 2010er-Jahre begann die Umstellung auf elektronische Preisschilder. Bereits zuvor wurden die Preise nur noch auf dem Regal ausgezeichnet und nicht mehr auf den einzelnen Produkten. Dies erleichtert es der Migros je nach Filiale unterschiedliche Preise für ein gleiches Produkt zu verlangen.
2019 erwirtschafteten die Super-/Verbrauchermärkte der Migros einen Umsatz von rund 11,6 Milliarden Franken im Inland.
2022 hat die Genossenschaft Migros Ostschweiz den ersten Migros Teo eröffnet, ein Kleinstladen, welcher ohne Verkaufspersonal auskommt und auch am Wochenende rund um die Uhr zugänglich ist. 2023 eröffnete auch die Genossenschaft Migros Zürich zwei Teo-Filialen. Während die Zürcher Teo-Filialen nach der Pilotphase 2025 wieder geschlossen wurden, baut die Migros Ostschweiz das Teo-Filialnetz weiter aus.
Seit dem 1. Januar 2024 werden die Supermärkte von der Migros Supermarkt AG geleitet. Im Oktober 2024 wurde für über 1000 Alltagsprodukte eine Niedrigpreisstrategie angekündigt.

### Migros-Fachmärkte
Die ersten Fachmärkte der Migros entstanden als etwas abgetrennte Abteilungen innerhalb der grossen Supermarkt-Standorte (MM und MMM), denen wegen des Platzbedarfs bald auch räumlich komplett getrennte Verkaufslokale folgten. Als Abteilungen der Supermärkte lanciert, wurden die Fachmärkte zunächst weiterhin von den regionalen Genossenschaften geführt; das traf auch auf die Neulancierungen Obi und SportX zu, die entgegen ersten Absichten nicht von gesonderten Fachmarkt-Tochterunternehmen geleitet wurden.
Am 21. Januar 2020 wurde die Migros Fachmarkt AG mit Sitz in Zürich gegründet. Das Unternehmen hat zum Ziel, den Waren- und Wertefluss entlang der Wertschöpfungskette für die verschiedenen Fachmärkte zu optimieren. Rechtlich gehören sämtliche Fachmärkte aber weiter den regionalen Genossenschaften.
Zusammen erwirtschafteten die Migros-Fachmärkte 2019 (damals noch inkl. Interio) einen Umsatz von rund 1,8 Milliarden Franken. 2022 ging der Gesamtumsatz der Fachmarktsparte (im Vergleich zum Vorjahr) um 6,7 Prozent auf rund 1,6 Milliarden Franken zurück und 2023 um weitere 7,7 Prozent auf 1,5 Milliarden.
2024 und 2025 gab die Migros in drei Schritten bekannt, dass sämtliche Fachmärkte verkauft werden:
- Melectronics (Elektronik-Fachmarkt; einst über 100 Filialen)
- SportX (Sportartikel und -bekleidung; einst über 60 Filialen + 16 Filialen Bike World)
- Do it + Garden (Baumarkt; einst rund 40 Filialen)
- Micasa (Einrichtungsfachhandel; rund 40 Filialen)
- Obi (Baumarkt, Schweizer Obi-Lizenznehmer; einst 10 Filialen + eine im Bau)

Die Migros Fachmarkt AG wird bis Ende Januar 2026 ihre Aktivitäten einstellen.

### Migros-Gastronomie
Die zehn Migros-Genossenschaften verfügen über zahlreiche Gastronomiebetriebe, die je nach Grösse und Lage den Migros-Läden angeschlossen sind. Dazu zählen die in Selbstbedienung geführten Migros-Restaurants (138 Filialen) und die Verkaufsstände von Migros Take Away (88 Filialen) sowie die Migros Catering Services. Einzelne Genossenschaften bieten zudem verschiedene Gastronomie-Formate an. Zur Migros Zürich gehören u. a. die Fastfood-Kette Hitzberger und die Restaurant-Kette Molino, die Migros Aare führte bis 2021 Cha chà Thai als Franchising-Betriebe, die Migros Ostschweiz bis 2020 Chickeria-Filialien (Poulet-Fast-Food).
Die Genossenschaften der Migros betrieben im Jahr 2018 unter dem Strich über 300 Restaurants und Take-Aways mit insgesamt (inkl. der Gemeinschaftsverpflegung) 676 Millionen Franken Umsatz. In der Gemeinschaftsgastronomie werden oder wurden u. a. ABB, Huber+Suhner, Pilatus Aircraft, Rheinmetall Air Defence und die Gewerblich Industrielle Berufsschule Bern beliefert. 2014 war die Migros der grösste Gastronom in der Schweiz. 2023 lag die Migros-Gastronomie gleich hinter McDonald’s Schweiz auf dem zweiten Rang, gemessen am Umsatz innerhalb der Schweiz.

### Auslandaktivitäten

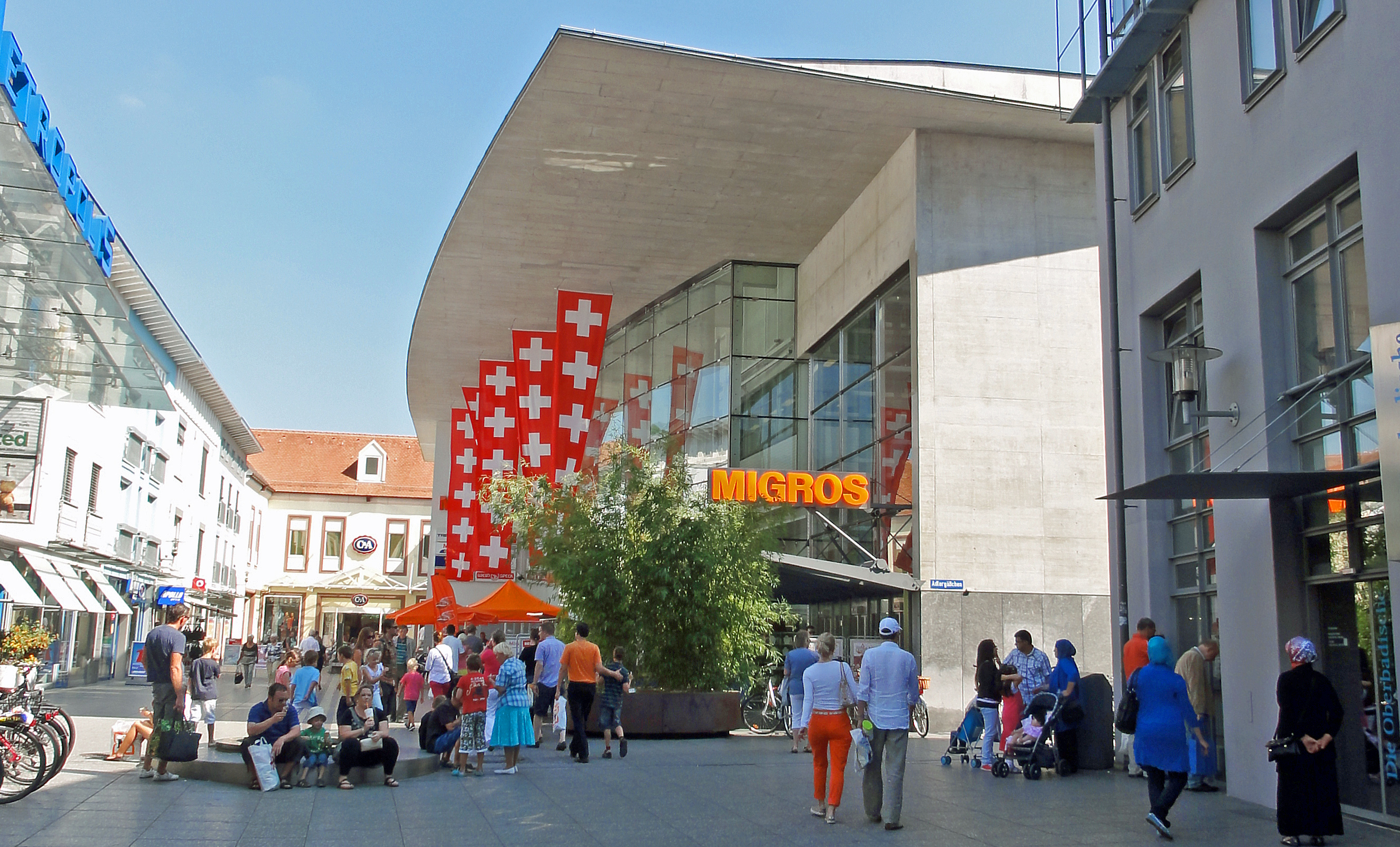
Ehemaliges Ladengeschäft der Migros Deutschland GmbH in Lörrach

Erste Aktivitäten im Ausland entfaltete bereits Gottlieb Duttweiler. 1932 erwarb er in Berlin einen Landwirtschaftsbetrieb, gründete die Migros-Verteilungs-GmbH und baute eine Flotte von 85 Verkaufswagen auf, die bis zu 2000 Haltepunkte im Grossraum Berlin anfuhren. Die neue Konkurrenz traf jedoch bei lokalen Händlern und Markenartikelherstellern auf viel Widerstand. Nachdem in Deutschland die Nationalsozialisten in Regierung und Verwaltung an die Macht kamen, verstärkte sich der Druck. Im März 1933 stand die Migros Berlin auf Listen für die sogenannten Frühjahrsboykotte der NSDAP, wurde als «Judenfirma» tituliert und schikaniert, SA-Leute bedrängten die Kunden. Im Dezember 1933 gab die Migros die Auflösung der Berliner Tochtergesellschaft bekannt.
Seit 1954, mit einem Unterbruch von 1974 bis 1992, ist die Migros erneut auch im Ausland aktiv. 1954 gründete die Migros das Tochterunternehmen Migros Türk. Die türkische Tochter ist seit 1974 unabhängig, durfte aber das Corporate Identity der Migros Schweiz zu diesem Zeitpunkt weiterführen.
Seit 1992 unterhält Migros einige Standorte in Frankreich und in Deutschland. Die von Migros France geführten Standorte sind zwei Hypermärkte (Supermärkte mit diversen Fachmärkten für Elektronik u. a.) in Thoiry und Étrembières sowie ein Supermarkt mit benachbartem Freizeitzentrum Vitam in Neydens, allesamt nahe der Grenze bei Genf. Das Deutschlandgeschäft unter eigenem Namen wurde von der Migros Basel über die Tochtergesellschaft Migros Deutschland GmbH mit Sitz in Lörrach geleitet. Neben dem dort 1995 eröffneten Standort wurden Filialen in Bad Säckingen (2001–2008), Freiburg im Breisgau (2002), Reutlingen (2008–2012), Ludwigshafen am Rhein (2010) und Ludwigsburg (2011) eröffnet. Die letzten vier Filialen mitsamt zwei hausinternen Bäckereien wurden mit Wirkung zum 1. Oktober 2013 an die Rewe Group verkauft, das an die Filiale Lörrach angegliederte Restaurant und das Take-away in Freiburg wurden geschlossen. Am 28. September 2013 schloss mit der Freiburger Filiale der letzte Migros-Markt in Deutschland. Im Oktober 2012 verkündete die Migros Zürich den Kauf des deutschen Lebensmitteleinzelhändlers Tegut mit Sitz in Fulda, der aber weiter unter diesem Namen firmiert.
Ein 1993 gestartetes Engagement der Migros in Österreich wurde nach vier Jahren wieder eingestellt (siehe Konsum Österreich).
2013 eröffnete die Migros Ostschweiz ihren ersten Supermarkt in Liechtenstein, bis dato wurden Migros-Produkte nur durch Partner vertrieben. Von 1937 bis 1969 gab es in Liechtenstein ein Warenhausverbot. Heute betreibt die Migros dort eine Filiale, zudem existieren dort zwei Migros-Partner.

#### Online-Expansion
Die Delica AG betreibt die Online-Shops migros-shop.de und migros-shop.at, um die Produkte in weitere Länder zu versenden. Der Versand für Deutschland und Österreich erfolgt ab Müllheim, Deutschland. Zudem werden die Produkte von Chocolat Frey auch über die Plattform amazon.de angeboten. Im Jahr 2017 ging die M-Industrie eine Kooperation mit der chinesischen Onlinehandels-Plattform NetEase Kaola ein. Unter dem Namen „Orange Garten“ vertreibt die M-Industrie auf Kaola ein ausgewähltes Sortiment an Migros-Produkten, wie etwa Kaffee, Snacks und Getränke. Ein Ausbau des Sortiments auf Kaola wie auch der Vertrieb über weitere chinesische Online-Kanäle sind in Planung. Im Dezember 2017 ging die M-Industrie eine Kooperation mit Chinas grösster Konsumenten-Plattform Tmall ein. Der Online-Marktplatz gehört zur Alibaba-Gruppe. 2019 wurde der Onlineshop „Orange Garten“ auf Tmall geschlossen und als Dachmarke soll „Orange Garten“ nicht mehr verwendet werden. Im Jahr 2018 startete der Onlinehändler Digitec Galaxus mit dem Verkauf in Deutschland, weitere Länder folgten.

### Franchising

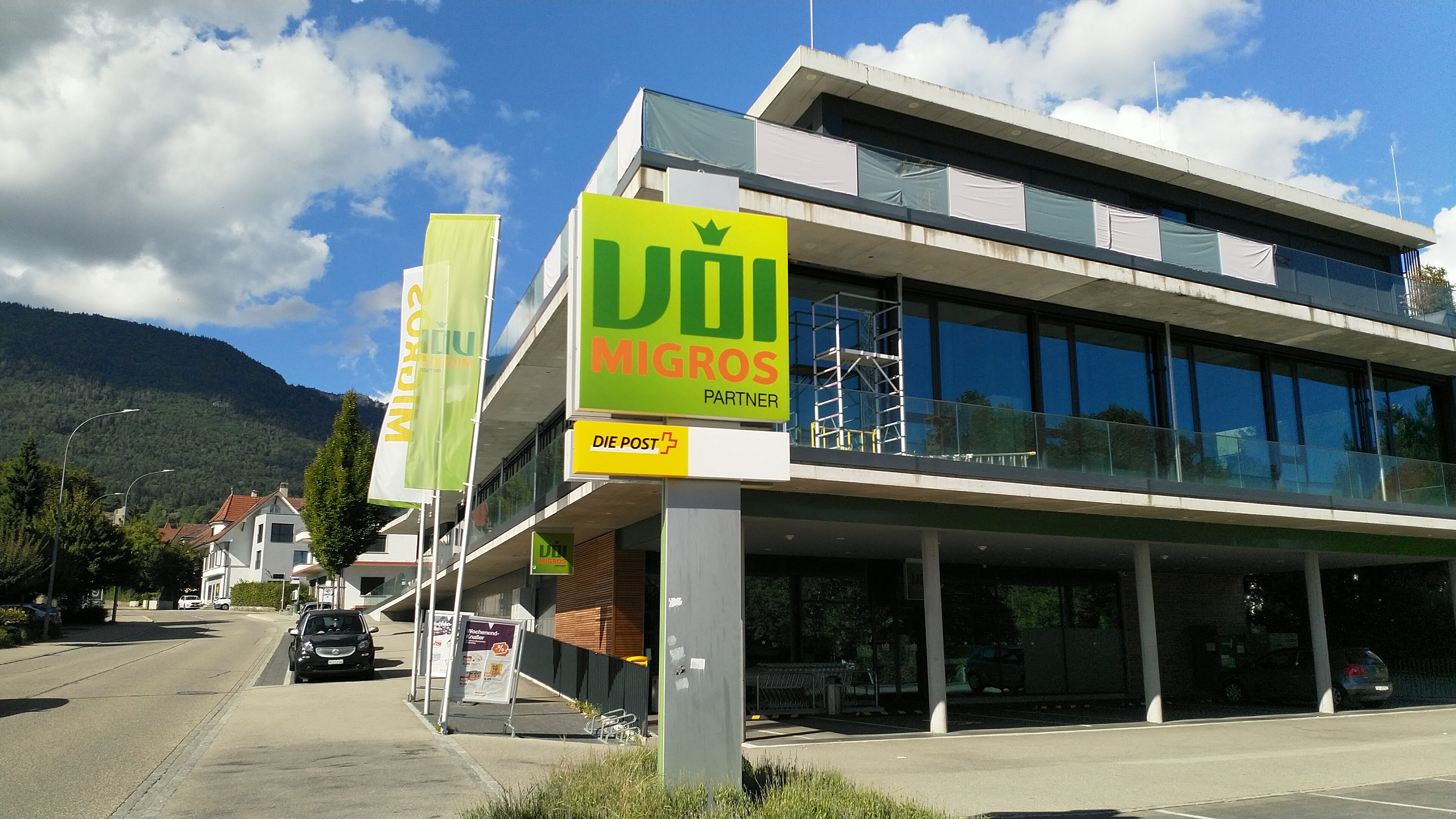
Ein VOI-Laden mit Postagentur in Bettlach SO

Während in den frühen Jahren der Migros der Verkauf von Eigenmarken-Produkten aus der Not heraus geschah, gibt es mittlerweile den umgekehrten Fall, dass selbständige Unternehmer – in verschieden stark ausgeprägter Zusammenarbeit mit der Migros – ein begrenztes Migros-Sortiment führen. Die Belieferung dieser Läden erfolgt entweder durch die jeweilige Genossenschaft oder durch die Migros-Verteilzentren.
- Migrolino — Beliefert aus dem Migros Verteilzentrum in Suhr.[182] (321 Filialen[183])
  - Mio — Kleinstläden (60 Filialen[183])
  - Migrolino Fresh (10 Filialen[183])
- Voi — Migros Partner (Kleinläden; 78 Filialen[184])
- Detaillist mit Migros-Produkten (MP) Migros Partner (46 Standorte[185])

Die älteste Variante sind die «MP», die als selbständige Detaillisten arbeiten. Sie sind rechtlich und finanziell unabhängig. Nebst Migros-Artikeln führen sie Ergänzungsprodukte wie Weine, Spirituosen und Tabakwaren.
Als eigentliches Franchising wurde schliesslich avec zusammen mit Valora und den SBB lanciert; das Gemeinschaftsunternehmen Cevanova schloss dafür jeweils Franchiseverträge mit privaten Pächtern ab, die Läden an Bahnhöfen und Tankstellen betrieben. Das Joint Venture wurde Mitte 2008 aufgelöst und die Cevanova-Standorte zwischen Valora und der Migros aufgeteilt; während Valora den Namen avec weiterverwenden konnte, entstanden aus den Migros-Standorten sehr rasch Migrolino-Standorte. Eine Folge aus dieser Trennung war auch die Aufkündigung der Migros-Sortimente für die avec.-Kette nach einer Übergangszeit von zwei Jahren. Die Migros expandiert unter dem Namen Migrolino weiter und schloss 2008 mit Royal Dutch Shell und 2012 mit der State Oil Company of Azerbaijan Republic (SOCAR) eine Partnerschaft für Tankstellenshops.

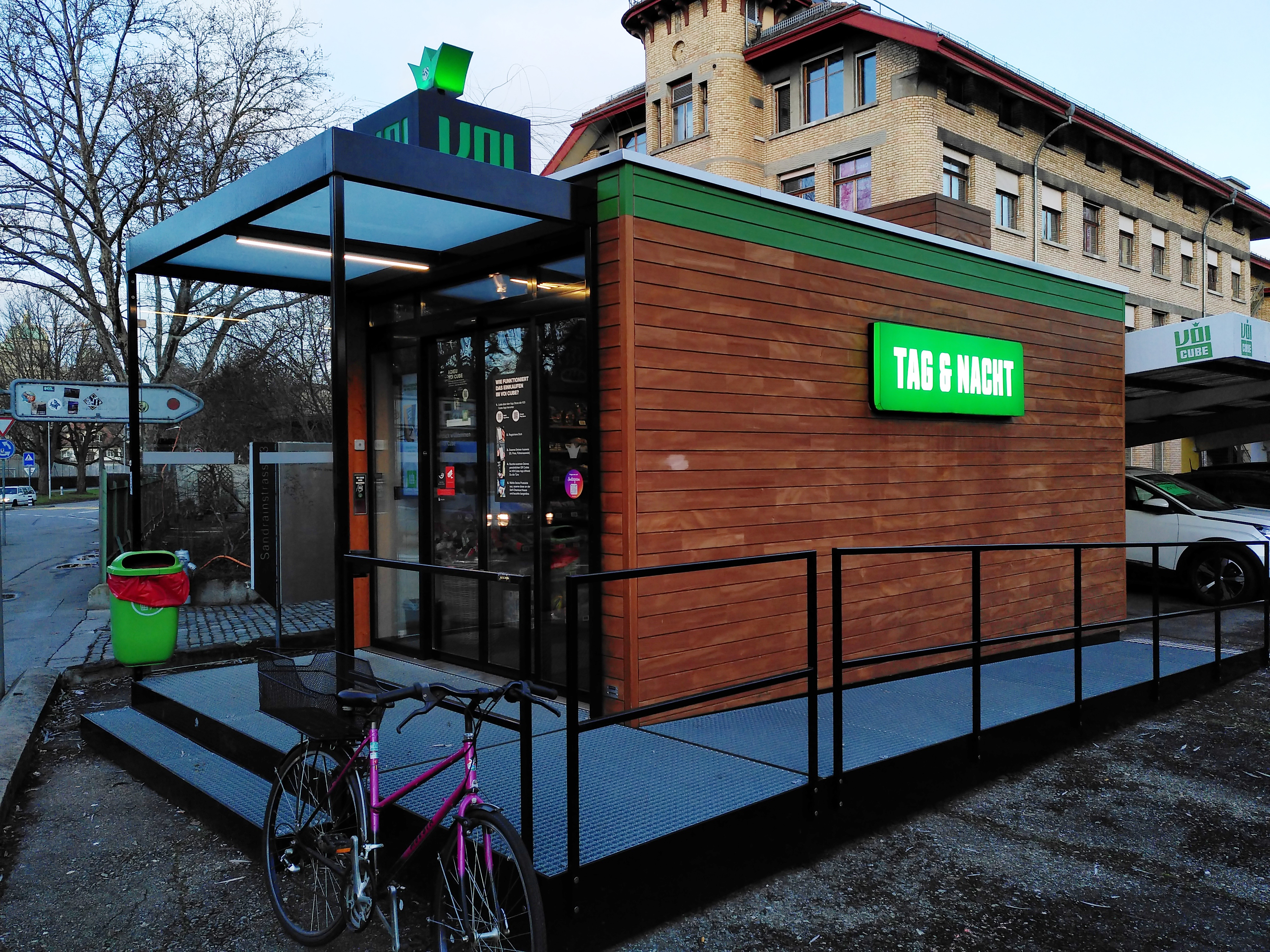
Ehemaliger Voi Cube in Bern (2022)

Das 2007 ursprünglich von der Genossenschaft Migros Aare eingeführte Voi-Ladenkonzept ist ebenfalls ein Franchisebetrieb; besonders kleinräumige M-Filialen, die der Quartier- respektive Dorfversorgung dienen, sollen dabei nach Möglichkeit von der bisherigen Belegschaft als Franchisenehmer übernommen und auf eigene Rechnung betrieben werden. Dies entspricht stark dem MP-Konzept, allerdings mit einem regional einheitlichen Auftritt unter der gemeinsamen Franchise-Marke. Die Voi-Angestellten sind nicht dem Gesamtarbeitsvertrag (GAV) der Migros-Gruppe unterstellt. Die Franchisenehmer sind weder an die dort festgehaltenen Mindestlöhne gebunden, noch profitiert das Personal von den jährlichen Lohnverhandlungen zwischen Gewerkschaften und der Migros. Das spart Personalkosten. Einige Schwerpunkte bei Voi bilden Produkte aus der Region sowie alkoholhaltige Getränke und Tabakwaren. Ende 2017 wurde die 30. Voi-Filiale eröffnet.
Voi Cube, ein Versuch mit begehbaren Warenautomaten ohne Verkaufspersonal, war gemessen an der Nachfrage nicht rentabel. Nach rund zwei Jahren wurden die drei Container in Bern und Umgebung auf Februar 2023 aufgegeben.
Am 3. Juli 2025 wurde im Bahnhof Baden der erste Mio-Shop in einem Bahnhof eröffnet, mit deutlich höheren Preisen als in den klassischen Migros-Filialen.

### Sonstiges
Die Migros führt in der Schweiz 27 Filialen von Migros Outlet, in welchen Food- und Non-Food-Aktionen zu finden sind. Der erste Outlet der Migros wurde 2002 in Dierikon von der Genossenschaft Migros Luzern eröffnet, damals unter dem Namen Fundgrube und noch ohne Lebensmittel im Angebot. Zudem ist Migros Genf mit Stand November 2021 zu 35 Prozent am Essenslieferdienst Smood beteiligt.

## Handel
Im Gegensatz zu den genossenschaftlichen Migros-Fachmärkten wurden 2008 eine Reihe selbständig auftretender MGB-Tochterunternehmen im neuen Departement Handel zusammengefasst. Gemeinsames Merkmal dieser Unternehmen ist, dass sie als – meist zugekaufte – eigenständige Marken am Markt auftreten.
- Denner (seit 2007 mehrheitlich, seit 2009 100 %)
- Digitec Galaxus (seit 2012 30 %, seit 2015 70 %)
- Migrol (Tankstellen & Heizöl)
- Migrolino (Convenience-Shops)
- Ex Libris (Medien, seit 1950, seit 1956 100 %)

Erster Leiter des Departements Handel wurde Dieter Berninghaus, welcher dieses Amt bis Mitte 2016 ausführte. Unter seinem Nachfolger Beat Zahnd wurden u. a. Globus und Interio verkauft. Seit 2021 wird das Departement von Michel Gruber geleitet. 2023 erwirtschaftete es 27,5 Prozent des Konzernumsatzes.

## Migros Industrie
Die Migros Industrie AG umfasst die Produktionsbetriebe der Migros-Gruppe, welche 2024 einen Umsatz von 6,1 Milliarden Franken erzielten. Über 20 Betriebe in der Schweiz und jene im Ausland stellen über 20’000 verschiedene Produkte her. Die Produkte werden oft unter anderen Markennamen auch ins Ausland exportiert. Seit 2018 werden z. B. diverse Eigenmarken für Amazon.com produziert. Für den Export war die Swiss Delice AG in Suhr zuständig, bis diese 2005 mit der Chocolat Frey AG fusionierte. Letztere wiederum ging 2021 durch die Fusion von Delica, Midor, Riseria Taverne und Total Capsule Solutions in der Delica AG auf. Insbesondere Milchprodukte, Schokolade, Gebäck und Kartoffelprodukte werden unter dem gleichnamigen Label exportiert.
Daneben ist die Migros mit einigen Unternehmen enge Partnerschaften eingegangen. Sie sind meist kleine oder mittelgrosse Familienunternehmen, welche für den Detailhandel in der Schweiz exklusiv die Migros mit Eigenmarken beliefern, in anderen Bereichen (Grosshandel, Ausland) weiterhin unabhängig und unter eigenem Namen auftreten. Dazu gehör(t)en u. a. der Uhrenhersteller Mondaine (bis 2010), Hustenbonbons-Produzent F. Hunziker + Co AG in Dietikon (seit 1948) und die Haco AG in Gümligen (seit 1929), welche z. B. die Farmer-Stängel produzierte. Um künftig Laborfleisch anbieten zu können, hat sich die Migros Industrie 2019 am israelischen Start-up Aleph Farms beteiligt. Zudem will die Migros 2022, zusammen mit dem Aromahersteller Givaudan und dem Maschinenbauer Bühler, den Cultured Food Innovation Hub in Kemptthal eröffnen. Die Gründung dieses Joint Ventures steht unter Vorbehalt der Zustimmung der Wettbewerbsbehörde.
Zu den wichtigsten Produktionsbetrieben gehören die folgend genannten. In Klammern ist der Umsatz in Mio. CHF der einzelnen Geschäftsfelder 2015 aufgeführt.
Micarna Gruppe
Fleischwaren, Geflügelfleisch, Fisch (1'531)
Elsa Group
Milchprodukte, Käse, Convenience-Produkte, Salatsaucen, Essige, Tofu, Käsereifung und - vertrieb (1'038)
Fresh Food & Beverage Group (FFB-Group)
Brot, Back- und Teigwaren, Eiswaren (1'015) sowie Convenienceprodukte und Getränke (662)
Delica AG
Schokolade, Kaugummi, Kaffee, Reis (797)
(Confiserieprodukte, Süsswaren, Kaffeerösterei, Verpackungsstrasse, Trockenprodukte, Biscuits, Gebäck, Glacé, «Partysnacks», Reisverarbeitung)
Mibelle Group
Near-Food (425)
(Kosmetika, Pflegeprodukte, Waschmittel, Reinigungsmittel, Flüssigfette, Brotaufstriche)

## Weitere Sparten
Finanzdienstleistungen
Die Migros-Gruppe verfügt mit der Migros Bank, der eigentlichen Cashcow des Migros-Konzerns, über eine eigene Bank und mit der Migros-Pensionskasse über eine der grössten Pensionskassen der Schweiz und ist wichtige Immobilienbesitzerin. Zum Portfolio der Migros zählen z. B. mehr als 13.000 Wohnungen, darunter auch Luxuswohnungen. Letztere werden etwa von Natalie Imboden, Generalsekretärin vom Schweizerischen Mieterinnen- und Mieterverband, als nicht genossenschaftlich, sondern total renditegetrieben, kritisiert. Infolge des Untergangs der Credit Suisse verlor die Migros-Pensionskasse rund 110 Millionen Franken. Davon entfielen fast 100 Millionen Franken auf die komplett ausgefallenen AT1-Anleihen und 10 Millionen Franken auf den Absturz der Credit Suisse-Aktie.
Logistik & Informatik
Im Departement Operations angesiedelt sind Entwicklung, Realisierung, Betrieb und Unterhalt der Konzernlogistik. Der Informatikbereich und das Rechenzentrum sind im MGB integriert, der Betrieb der nationalen Logistikzentren erfolgt durch die rechtlich selbständige Tochtergesellschaft Migros Verteilbetrieb AG mit Sitz in Neuendorf.
Kultur und Bildung
Das Herzstück bildet hier als grösste Erwachsenenbildungs-Institution der Schweiz die Klubschule Migros. Per 1. Januar 2022 wurden die zu den einzelnen Genossenschaften gehörenden Klubschulen in die neu gegründete Miduca AG überführt. Im Auftrag von Gemeinden nimmt die Klubschule Einbürgerungstests für den Kanton Bern vor. Daneben beinhaltet der Bereich Kultur und Bildung den Sprachreiseanbieter Eurocentres sowie das Migros Museum für Gegenwartskunst. Finanziert werden diese Aktivitäten durch das Migros-Kulturprozent. Dieses Kulturförderungsprogramm wurde 1957 ins Leben gerufen; ein Prozent des Umsatzes wird von der Migros jedes Jahr in Kultur und Weiterbildung investiert.
Die Direktion Gesellschaft & Kultur wurde bis Herbst 2024 von Hedy Graber geleitet, per 1. September übernahm Mira Song.
Medien
Wichtigste Publikation bildet das wöchentlich erscheinende Migros-Magazin, das auf Deutsch, Französisch und Italienisch (Azione) veröffentlicht wird. Daneben gibt die Migros auch das derzeit noch zehn Mal pro Jahr erscheinende Kochmagazin Migusto in den drei Landessprachen heraus. Im Mai 2024 wurde bekannt, dass es künftig nur noch vier Migusto-Ausgaben pro Jahr geben wird. Migusto ersetzte 2017 die Saisonküche. Weiter publizierte die Migros sechs Mal jährlich das ebenfalls dreisprachige Wohlfühl- und Nachhaltigkeitsmagazin Vivai. Vivai erschien zuletzt in einer Auflage von rund 248'000 Exemplaren (WEMF 2017) und erreichte 1'020'000 Leser (Publicom 2017). Die letzte Ausgabe von Vivai wurde für den 1. Oktober 2018 geplant.
Seit 2012 begleitet Famigros als Familien-Club seine Kunden ab der Schwangerschaft. Das Werbeetat der Migros beträgt (nach einer Schätzung) etwa 260 Mio. Franken pro Jahr. Im Februar 2024 übernahm Christian Dorer die Leitung der Kommunikation des MGB und der Migros-Medien. Bereits im August 2022 wurde bekannt, dass Kommunikationschefin Sarah Kreienbühl per Ende März 2023 zurücktritt.
Freizeit und Sport
Die Migros-Genossenschaften führen diverse Freizeit- und Sportbetriebe, dazu zählen die Freizeitbäder Bernaqua und Säntispark. Die Klubschule Migros bietet als Teil der Angebotsbereiche Bewegung & Gesundheit sowie Kultur & Kreativität eine Vielzahl an Kursen aus dem Sport- und Freizeitbereich an. Die Fitnessparks und die Fitnessstudios (Activ Fitness) werden von der Movemi AG, einer Tochtergesellschaft der Genossenschaft Migros Zürich betrieben, sechs Golfanlagen von der Migros Golf AG, einer Tochtergesellschaft der Genossenschaft Migros Luzern.
Zu den Freizeitanlagen gehören auch die aus dem Kulturprozent finanzierten Parkanlagen «Park im Grünen». Die Zürcher Stiftung «Im Grüene» von 1946 stammt noch von Gottlieb und Adele Duttweiler, die ihren Landsitz «Zur Langhalden» in Rüschlikon stifteten, welcher zum ersten Park im Grüene wurde. Die Waadtländer Fondation Pré Vert du Signal de Bougy von 1970 stiftete den zweiten «Parc Pré Vert» auf dem Signal de Bougy, der 1977 eröffnet wurde. Die Basel-Landschaftliche Stiftung «Im Grünen» von 1978 stiftete den dritten Park im Grünen, in Münchenstein auf dem Gelände der Grün 80. Die vierte Stiftung Gurten – Park im Grünen von 1995 stiftete den vierten Park im Grünen auf dem Gurten, der 1999 eröffnet wurde.
Postdienstleistungen
PickMup ist das seit Juni 2015 bestehende Abhol- und Rückgabe-Netzwerk der Migros für Online-Bestellungen. Einkäufe aus verschiedenen Online-Shops können an über 700 PickMup-/Filial-Standorten in der Schweiz abgeholt und retourniert werden. Migros betreibt auch automatische PickMup-Boxen, ähnlich den Paketautomaten der Post.
In bisher 15 Filialen (inkl. Denner und Migrolino) können Pakete der Schweizerischen Post abgeholt und aufgegeben werden. Im Mai 2019 wurde das Geschäft auf 300 Migros-Filialen ausgeweitet und im Oktober 2019 um weitere 91 sogenannte Servicepunkte ergänzt. Seit Juli 2020 können an 96 PickMup-Standorten auch Pakete von DHL abgeholt und aufgegeben werden. Ebenso können Quickpac-Pakete an den PickMup-Standorten abgeholt werden.
Gesundheitsdienstleistungen
Die im Jahr 2001 gegründete und seit 2010 zur Migros gehörende Medbase AG bietet verschiedene Dienstleistungen im Gesundheitswesen an. Das Unternehmen betreibt 55 medizinische Zentren in elf Kantonen. Seit 2019 sind die Topwell-Apotheken ebenfalls Teil der Medbase-Gruppe. Im Mai verkauft die Zur Rose Group ihr Schweizer Geschäft an Migros, gleichzeitig wird das Unternehmen in DocMorris umbenannt. Derzeit wird je eine Shop-in-shop-Apotheke in Basel, Bern und Zürich betrieben. Ab 2020 sollen weitere Zur-Rose-Apotheken eröffnet werden und dazu ein Onlineshop eröffnet werden. Als weiteres Shop-in-shop-Format wurde Anfang November 2020 das erste Misenso-Fachgeschäft für Hörgeräte, Brillen und Kontaktlinsen in einer Migros eröffnet. Um Platz für solche Shop-in-shop-Formate zu schaffen, will Migros das Standard-Sortiment in den Filialen verkleinern. 2024 wurde die Misenso AG an die Neuroth-Gruppe verkauft. Die Migros war bis Anfang 2023, über eine Beteiligung von 40 Prozent an der Müller Reformhaus Vital Shop AG, auch im Reformhausgeschäft tätig. Im Januar 2023 wurde die Müller Reformhaus Vital Shop AG wegen Insolvenz geschlossen.
Weitere Dienstleistungen
Weitere Dienstleister der Migros-Gruppe sind das Gottlieb Duttweiler Institut als Denkfabrik sowie im Bereich Qualitätssicherung die Swiss Quality Testing Services. Die Limmatdruck AG bildete das Kompetenzzentrum für Medien und Verpackungen, sie wurde 2011 an die rlc packaging group verkauft.
M-Way wurde 2010 als Tochter der Migros mit dem Ziel gegründet, sich mit eigenen Fachmärkten frühzeitig (siehe Verkehrswende) im Bereich der Elektromobilität zu spezialisieren. So bietet M-Way seinen Kunden unter anderem ein Angebot an Elektrofahrzeugen wie E-Bikes, E-Cargobikes und Elektromotorroller sowie Infrastrukturlösungen, Zubehör und einen Service an. Per Ende September 2019 wurde M-Way an die E-Mobility-Group veräussert.
carvelo2go wurde 2015 im Rahmen der Schweizer Lastenrad-Initiative carvelo der Mobilitätsakademie des TCS und des Förderfonds Engagement Migros lanciert. Ziel ist es, die gemeinschaftliche Nutzung von E-Cargobikes bei der breiten Bevölkerung im Alltag zu verankern und in die Mobilitätsnetzwerke zu integrieren. Die Zusammenarbeit mit Engagement Migros lief im Dezember 2019 vertragsgemäss aus.
Zudem wurde 2010 migipedia.ch lanciert. Die Plattform bietet den Kunden die Möglichkeit, Produkte zu bewerten und Kommentare abzugeben.

## Zahlen und Fakten
Die Zahlen und Fakten der Migros-Gruppe des Jahres 2024 (in Klammern die Veränderung gegenüber dem Vorjahr):
- Umsatz: CHF 32'529 Mio. (+1,8 %)
- Gewinn: CHF 419 Mio. (+139 %)
- Angestellte (konsolidierte Unternehmen Schweiz und Ausland): 98'776 Personen (−0,4 %)
- Eigenkapital: CHF 22'049 Mio. oder 26,9 % der Bilanzsumme
- Genossenschafter: 2'281'485 (−1,7 %)

Vertriebsstandorte in der Schweiz nach Store-Formaten:
- 376 M-Migros (durchschnittlich 815 m²)
- 217 MM-Migros (durchschnittlich 2248 m²)
- 50 MMM-Migros (durchschnittlich 6693 m²)
- 36 Fachmarktcenter, M-Parcs und Obi (durchschnittlich 6178 m²)
- 74 Spezialläden; u. a. Outlets und Alnatura-Märkte (durchschnittlich 525 m²)

## Produktlinien, Labels und Programme

### «M-Budget», «M-Classic» und «Migros Sélection»

M-Budget-Logo

1996 lancierte die Migros die Billiglinie M-Budget. Anfangs waren es 70 Produkte. Bis 2006 (kurz nach dem Markteintritt von Aldi Suisse in der Schweiz) wurde das Sortiment auf 500 M-Budget-Produkte erweitert. «Die M-Budget-Produkte sollen möglichst billig aussehen», lautete der Auftrag an die Verpackungsdesigner. Zurzeit wird aber das Sortiment an M-Budget Produkten wieder reduziert, da viele Produkte nicht gewinnbringend verkauft werden können. Die Migros konzentriert sich auf ein Kernsortiment, welches gute Umsatzzahlen erreicht.
Seit 2005 vertreibt die Swisscom über die Migros die Marke M-Budget Mobile. Es handelt sich dabei um ein Prepaid- und Abo-Angebot für Mobiltelefone. Der Dienst läuft auf dem Netz von Swisscom.
Im Herbst 2006 lancierte die Migros in Zusammenarbeit mit Mastercard und der GE Money Bank eine M-Budget-Kreditkarte. 2010 wurde sie in Cumulus-Mastercard umbenannt. Sie ist mit rund 700.000 Kunden die meistbenutzte Kreditkarte in der Schweiz. Seit Juli 2022 wird sie von der Migros Bank und nicht mehr von der Cembra Money Bank herausgegeben.
Am 1. November 2018 wurde im Hotel Säntispark, welches damals im Besitz der Genossenschaft Migros Ostschweiz war, das erste M-Budget-Hotelzimmer eröffnet. Am 1. Februar 2019 hat ein zweites Zimmer mit M-Budget-Ausstattung den Betrieb aufgenommen.
Als Gegenstück zur Billiglinie M-Budget startete Migros im September 2005 als «Nobelmarke» die neue Produktlinie Migros Sélection. Die Linien Budget und Sélection sind preislich stark differenziert. Sie bilden quasi die beiden Pole des Angebots, das klassische Sortiment ist dazwischen angesiedelt. Angebote von Migros Sélection sind zwar viel teurer, dahinter stecken jedoch oft banale Massenprodukte oder Mogelpackungen, wie der Kassensturz immer wieder bewiesen hat.
Ende März 2009 begann Migros damit, das gesamte klassische Sortiment unter der neuen Marke M-Classic einheitlich zu positionieren.

### «Heidi»
Im Jahr 2004 wurde die Marke «Heidi» für Milch und Milchprodukte lanciert, womit vorerst Produkte aus Bergmilch aus konventioneller Landwirtschaft gekennzeichnet wurden. Im gleichen Jahr liess Migros einen Werbespot für Heidi-Milchprodukte in Neuseeland drehen. Die Heidi-Milch wird von Estavayer Lait verarbeitet und abgefüllt. Dass der Standort der Molkerei in Estavayer-le-Lac nicht in einer Berggebietszone liegt, wurde durch eine Ausnahme im Gesetz ermöglicht. Die Berggebietszonen, in denen Bergmilch produziert werden kann, werden vom Bund festgelegt und bedecken den grössten Teil der Schweiz.  Die Bergbauern profitieren zwar von einem Absatzkanal für ihre Produkte, werden jedoch nicht besser bezahlt. Die Kosten für Transport, Verarbeitung und Marketing seien bei der Heidi-Bergmilch höher als bei normaler Milch. So verursache z. B. der Aufbau neuer Exportmärkte hohe Kosten. Inzwischen wird auch Heidi-Fleisch angeboten. Im Jahr 2021 erfolgte bei der Milch und beim Rahm die Umstellung auf den IP-Suisse-Standard (siehe nächster Abschnitt).

### «TerraSuisse»
Das Label «TerraSuisse» wurde 2008 zusammen mit IP-Suisse lanciert, um Produkte aus Integrierter Produktion zu kennzeichnen. Beim Label Ranking 2015 wurde es mit 117 von 200 Punkten als «Empfehlenswert» eingestuft und erreichte 2019 einen Umsatz von 729 Mio. Franken. Ab 2021 soll es flächendeckend durch das IP-Suisse-Label ersetzt werden. Im März 2021 wurde zudem bekannt, dass sämtliche Trinkmilchen (ausser Bio und Demeter) bis Ende 2021 auf IP-Suisse Wiesenmilch umgestellt werden sollen. Im April 2022 kündigte Migros an, ab August sämtliche konventionellen Schweizer Schaleneier auf den IP-Suisse-Standard umzustellen. Bei gewissen Produkten wird das Label mit dem «Aus der Region»-Label kombiniert (siehe weiter unten).

### Migros Bio
Die Migros begann 1995 unter dem Label Migros Bio Lebensmittel zu vertreiben, welche mindestens der EG-Öko-Verordnung entsprechen. Beim Label Ranking 2015 wurde Migros Bio mit 141 von 200 Punkten als «Sehr empfehlenswert» eingestuft, wobei importierte Produkte und Rohstoffe in der Regel nur der EG-Öko-Verordnung (landete im Ranking mit 83 Punkten auf dem allerletzten Platz der bedingt empfehlenswerten) entsprechen.
2021 hat die Migros die Umstellung auf den Knospe-Standard von Bio Suisse angekündigt, jedoch kam es dabei zu Verzögerungen. 2024 gab die Migros schliesslich bekannt, jetzt doch nur bei den Schweizer Produkten und solchen die in der Schweiz verarbeitet werden auf den Bio-Suisse-Standard wechseln zu wollen.
Sonstiges
Im November 2020 wurde in einer Badener Filiale eine Selbstabfüllanlage für den Offenverkauf von Bio-Produkten in Betrieb genommen, um so den verpackungsfreien Einkauf – wie in einem Unverpacktladen – zu ermöglichen. Die Migros installierte solche Selbstabfüllanlagen in weiteren Filialen, bevor diese per 23. Februar 2025 wegen Umsatzrückgang wieder abgebaut wurden. 2021 hat die Migros Demeter-Eier aus Bruderhahnaufzucht ins Sortiment aufgenommen. Im Jahr 2023 begann sie ein von Fredy’s nach Demeter-Richtlinien (vor-)produziertes Brot zu vertreiben.
Migros und Coop werden vom Preisüberwacher kritisiert, weil sie ihre Marktmacht bei den Bio-Lebensmitteln durch überhöhte Gewinnmargen ausnützen würden. Mathias Binswanger, Wirtschaftsprofessor an der Fachhochschule Nordwestschweiz und Stefan Flückiger, Präsident Faire Märkte Schweiz, kommen zum selben Schluss.
Die Umsätze der Migros mit Bio-Produkten sind 2017 um rund 10 Prozent gestiegen. Damit positionierte sie sich, mit einem Marktanteil von 32,8 Prozent, gleich hinter der Marktführerin Coop (44,3 %) auf Platz 2 im Schweizer Bio-Markt. 2020 stieg der Umsatz der Migros mit Bio-Lebensmitteln gegenüber dem Vorjahr um 16 Prozent auf 1,213 Mia. Franken an. 2021 sank der Marktanteil der Migros auf 31,2 Prozent.

### «Aus der Region. Für die Region.»
2009 wurde das von der Genossenschaft Migros Luzern entwickelte und von anderen Genossenschaften übernommene Herkunftslabel „Aus der Region. Für die Region.“ zum nationalen Programm. Die Wertschöpfung von solch gekennzeichneten Produkten soll dabei in der „Region“ erfolgen. Dies schliesst z. B. nicht aus, dass internationale Flugtransporte zum Einsatz kommen. Das Label nutze die hohe Zahlungsbereitschaft der Kunden aus, die Produzenten würden jedoch nicht besser bezahlt.

### Sonstiges
Die Migros kündigte 2019 an, dass sämtliche Schalen von im Offenverkauf erhältlichen Zitronen und Orangen nach der Ernte nicht mehr mit Pestiziden behandelt werden, sondern z. B. mit Bienenwachs oder Schellack. 2023 gestand die Migros jedoch ein, dass es je nach Verfügbarkeit zu Ausnahmen kommen kann. Eines der eingesetzten Fungizide ist Imazalil. Bei den Schweizer Eiern wurde angekündigt, die Bodenhaltung bis 2020 durch Freilandhaltung zu ersetzen. Die Genossenschaften Aare, Genf, Luzern und Zürich hätten bereits umgestellt. Auch bei den Import-Eiern kündigte die Migros bereits 2019 an, in Zukunft voll auf Freilandhaltung zu setzen. Jedoch sind immer noch Eier aus Bodenhaltung im Angebot (Stand: Juni 2024). An per Luftfracht importierten Waren, z. B. Flugobst, will die Migros festhalten. Im März 2022 räumte Migros Online seiner Kundschaft die Möglichkeit einer Klimakompensation ein, welche im Jahr 2024 auf sämtliche Migros-Filialen ausgeweitet werden soll. 2020 kündigte die Migros an, dass Jowa ab 2023 nur noch Getreide aus komplett pestizidfreiem Anbau für das Brot einsetzt. Dieses Ziel wurde bis heute noch nicht erreicht. 2024 gab die Migros bekannt, dass sie den freiwillig verwendeten Nutri-Score nicht mehr weiterführt.

### Bekannte Marken
Monte-Generoso-Kuchen, Biscuit mit Crèmefüllung und Kakaoglasur, wird seit Ende der 1950er-Jahre produziert und wurde von 1997 bis 2009 mehr als sieben Millionen Mal verkauft. Tourist-Schoggi wird seit etwa 1970 produziert und wurde von 1998 bis 2009 über 50 Mio. Mal abgesetzt.
Vom 1975 eingeführten Eis Glacestängel wurden 2009 28,3 Mio. Stück abgenommen. Das seit Anfang der 1960er am Markt befindliche Geschirrspülmittel Handy wird jährlich fast vier Millionen Mal verkauft (Stand 2009).

### «M-Cumulus»
Im Bereich Customer Loyalty Management hat die Migros 1997 das Kundenbindungsprogramm «M-Cumulus» eingeführt, welches auf einem Bonuspunktesystem basiert. Mit der Kundenkarte können bei jedem Einkauf Punkte gesammelt werden, die bei ausreichender Ansammlung in Form von Wertcoupons ausgezahlt werden. Zum alle zwei Monate versandten Kontoauszug erhalten die Teilnehmer zudem eine Reihe von Rabattcoupons und Werbeprospekte. Die aus den Einkäufen gesammelten Daten werden darüber hinaus intern für Statistiken und das Marketing ausgewertet.
2023 wurde bekannt, dass Migros die Daten auch an Partnerfirmen verkauft.

### Lebensmittelverschwendung
Um die Lebensmittelverschwendung zu reduzieren, testet die Genossenschaft Migros Luzern seit Oktober 2018 die App Too Good To Go in drei Filialen. Im Dezember hat sich auch die Genossenschaft Migros Basel dem Test angeschlossen. Im März 2019 gab die Genossenschaft Migros Luzern bekannt, dass das Angebot auf sämtliche Filialen ausgeweitet wurde. Im Januar 2020 wurde bekannt, dass Too Good To Go schweizweit angeboten werden soll. Überschüssige Lebensmittel werden auch an Organisationen wie Tischlein deck dich oder die Schweizer Tafel abgegeben. Dennoch wird das meiste noch immer samt Verpackung in Biogasanlagen vergärt, was die Emission von Mikroplastik in die Umwelt weiter befördert. Migros will künftig versuchen, wie Konkurrent Coop, die Lebensmittelverschwendung auch mit dem GS1-DataMatrix-Code zu reduzieren, welcher künftig den üblichen Strichcode auf den Produkten ersetzen könnte und neben dem Preis auch das Ablaufdatum des jeweiligen Produktes enthält. Die Politik fordert u. a. die Migros dazu auf, mehr gegen die Lebensmittelverschwendung zu unternehmen.

## Kritik und Kontroversen

### Partnerschaft mit SOCAR
Im Juni 2012 gab die Migros bekannt, mit dem staatlichen aserbaidschanischen Tankstellenbetreiber SOCAR eine Zusammenarbeit einzugehen. Die Erklärung von Bern (heute Public Eye) kritisiert dies, da Socar ein regimenaher Betrieb sei, der eng mit dem aserbaidschanischen Präsidenten İlham Əliyev verbandelt sei. Immer wieder käme es von Seiten des Konzerns zu Menschenrechtsverletzungen, etwa von Zwangsumsiedlungen. Seit dem Bergkarabachkonflikt verschärfte sich die Kritik zusehends. So fordert etwa Stefan Müller-Altermatt, die Migros solle die Partnerschaft mit SOCAR beenden. Im Dezember 2022 haben Mitglieder der breit abgestützten Koalition MigroliNOTsocar eine Petition am Migros-Hauptsitz in Zürich eingereicht. Auch wurde bekannt, dass die Migros 2019 aus dem UN Global Compact, welchen sie 2006 unterzeichnete, ausgestiegen ist.

### Kritik an der Führungspolitik
Einige Kritiker, wie beispielsweise der Verein Sorgim, behaupten, dass die Migros den Idealen ihres Gründers nicht mehr entspricht. Bemängelt wird, dass die Genossenschaft nicht demokratisch geführt wird, wie es einst von Duttweiler gewünscht worden wäre, und stattdessen ausschliesslich die Geschäftsleitung über alle wichtigen Geschäftsstrategien entscheidet.

### Vorwurf einer antiisraelischen politischen Kampagne
2012 wurde das Unternehmen von der israelischen Regierung kritisiert, nachdem angekündigt worden war, Produkte aus den von Israel besetzten palästinensischen Gebieten entsprechend zu deklarieren. Die israelische Botschaft in der Schweiz warf der Migros eine Beteiligung an einer «antiisraelischen politischen Kampagne» vor, die darauf abziele, «Israel anzuschwärzen und schon im Voraus den zukünftigen Status der umstrittenen Gebiete festzulegen.»

### Versprechen an die «Generation M»
2012 hat die Migros mit «Generation M» ein Nachhaltigkeitsprogramm von der Werbeagentur Jung von Matt lanciert, worin verbindliche Nachhaltigkeits-Versprechen abgegeben wurden. Zum Beispiel wurde versprochen, dass bis 2020 das Fischangebot aus nachhaltigen Quellen stammt (Migros bezeichnet MSC-zertifizierten Fisch als nachhaltig).

#### Bienenschonende Pestizide
«Wir versprechen Noah, ab Ende 2014 nur noch Insekten- und Pflanzenschutzmittel anzubieten, die Bienen nicht gefährden.»
Dieser Satz aus einer Werbung der Migros ist nach Ansicht der Schweizerischen Lauterkeitskommission irreführend. Da trotz des Versprechens weiterhin bienengefährdende Insektizide im Angebot waren, hat sich die Migros kurzerhand dazu entschieden, das Versprechen an Noah von der Website zu löschen und die bemängelten Pestizide weiterhin im Sortiment zu belassen. Sie enthalten den Wirkstoff Lambda-Cyhalothrin.

#### Nachhaltiges Palmöl
«Wir versprechen, bis zum Jahr 2015 nur noch Palmöl aus nachhaltigem Anbau zu verwenden.»
Migros ist Gründungsmitglied des auf Initiative der WWF gegründeten Vereins Roundtable on Sustainable Palm Oil (RSPO). Der RSPO wird dahingehend kritisiert, dass Nachhaltigkeitsziele und soziale Ziele durch die Zertifizierung nicht erreicht werden. Zahlreiche Umweltorganisationen wie Greenpeace oder Rettet den Regenwald werfen dem RSPO Greenwashing vor. Dennoch setzt Migros bei den Rezepten nach wie vor auf die Verwendung von Palmöl.

#### Nachhaltige Bananen
«Wir versprechen, dass bis Ende 2017 all unsere Bananen nachhaltig sind.»
Mit dem Versprechen an die Generation M, bis Ende 2017 nur noch Bananen aus nachhaltigem Anbau anzubieten, hat die Migros die durch die Rainforest Alliance zertifizierten Bananen von Chiquita durch vom WWF zertifizierte Bananen von Dole ersetzt. Experten von der Universität Zürich sehen in der neuen Partnerschaft mit dem WWF jedoch keine Verbesserung für die Nachhaltigkeit, indes wurde ihnen auch eine Anfrage für eine Besichtigung auf einer kolumbianischen Plantage abgeschlagen.

#### Schweizer Tierwohl-Standards bei Importprodukten
«Wir versprechen Jay, bis 2020 die hohen Schweizer Tierwohl-Standards auch bei all unseren Produkten aus dem Ausland einzuführen.»
Auch dieses Versprechen hat die Migros nicht eingehalten.

### Tiermissbrauch
Es wird dem Fleischverarbeiter Micarna und der Migros vorgeworfen, dass die sogenannte «besonders tierfreundliche Stallhaltung» der Optigal-Werbung nicht annähernd mit der Realität übereinstimmt (→ Micarna#Kritik).

### Einstellung des Verkaufs von Feuerwerken
In den Migros-Filialen wird grundsätzlich kein Feuerwerk mehr angeboten. Nach der Dürre und Hitze in Europa 2018 hat die Migros Aare kurz vor Silvester verlauten lassen, sie werde ab sofort und dauerhaft auf den Verkauf von Feuerwerkskörpern verzichten. Im Juli 2019 wurde bekannt, dass auch die Genossenschaften Ostschweiz und Luzern per sofort und die Genossenschaften Basel und Zürich nach dem 1. August den Verkauf einstellen wollen. Einige Umweltschützer sehen darin Greenwashing, da die Migros viel wirkungsvollere Möglichkeiten hätte etwas für die Umwelt zu tun, etwa durch mehr Bio-Lebensmittel und weniger Importe. So setzt Migros laut einer im September 2024 veröffentlichten Studie von Greenpeace Schweiz, nach wie vor auf brasilianisches Rindfleisch, welches wegen der Abholzung des Regenwaldes in der Kritik steht.

## Dokumentationen
- Temps Présent (RTS): Coop, Migros – Geheimnisse der Supermarktketten – Abrufvideo bei Play Suisse, 2023.
- Karin Bauer: Das System Migros – Wie es zum grossen Abbau kam. In: SRF DOK, 30. Januar 2025 (52 Min.; YouTube); dazugehörige Text-Version auf SRF.ch.